# 反對逃犯條例修訂草案運動過程
本条目按时间顺序羅列了反對逃犯條例修訂草案運動的经过。運動在3月至6月間開始發展，之後成為大規模抗議活動。
時間線：
| 2019年          | 尚未開始 | 尚未開始 | 3月至6月 | 3月至6月 | 3月至6月 | 3月至6月 | 7月 | 8月    | 9月    | 10月   | 11月   | 12月   |
| 2020年          | 1月      | 2月至4月 | 2月至4月 | 2月至4月 | 5月      | 6月      | 7月 | 8月    | 9月    | 10月   | 11月   | 12月   |
| 2021年          | 1月      | 2月      | 3月      | 4月      | 5月      | 6月      | 7月 | 8-12月 | 8-12月 | 8-12月 | 8-12月 | 8-12月 |
| 2022年          |          |          |          |          |          |          |     |        |        |        |        |        |
| 2023年1月或以後 |          |          |          |          |          |          |     |        |        |        |        |        |

## 2019年3月至6月：發起初期

### 早期行動

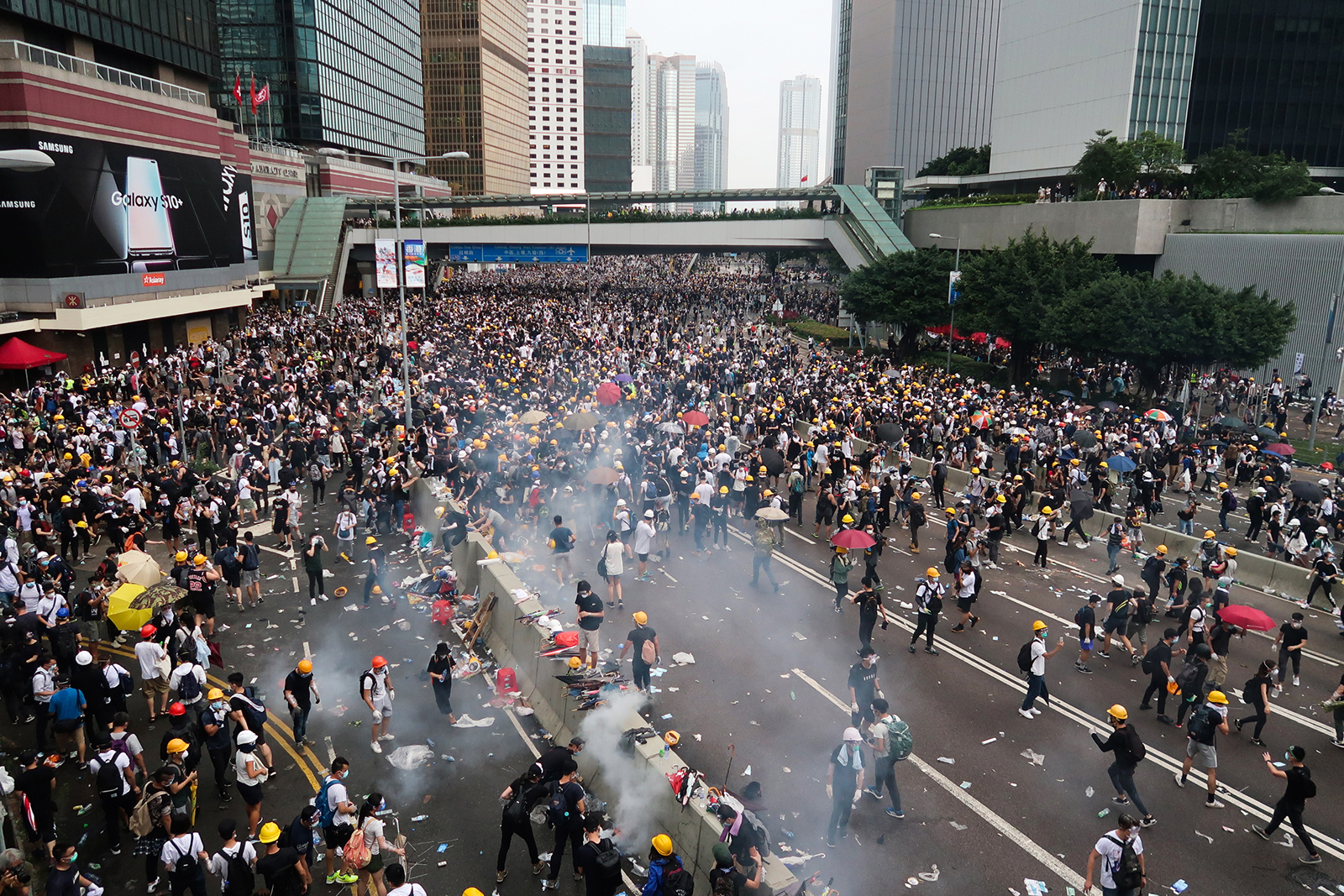
6月12日，大批市民佔領立法會周邊道路，警方多次使用催淚彈對付示威者

2019年3月15日，香港眾志多名成員在政府總部抗議修訂《逃犯條例》，其間有示威者進入政府總部內東翼大堂靜坐，最終有9人被警方以「強行進入罪」拘捕，這是反修例運動首次有人被捕。3月31日，民間人權陣線發起反對《逃犯條例》修訂草案的首場遊行。大會統計共有1.2萬人參與，警方稱高峰期有5,200人。4月28日，民間人權陣線第二次發起反對修訂草案的遊行。民間人權陣線稱有13萬人參加，警方指最高峰有2.28萬人，皆創下2014年雨傘革命以來的民主派遊行紀錄，亦創下林鄭月娥上任以來的紀錄。到了5月，最少200間大專院校、中學和小學的校友、教職員或學生發起反對修訂草案的聯署。6月6日，法律界人士發起黑衣遊行，抗議修訂草案。發起者估計有近3,000人參與，屬香港回歸以來最多法律界人士參與的遊行，警方稱高峰期有880人。

### 大型遊行
6月9日，民間人權陣線再度發起示威遊行，抗議修訂草案。大批身穿白衣的市民參與，民間人權陣線表示有103萬人，警方指高峰有24萬人。人潮導致最少5個港鐵車站實施管制措施，其後警員與抗議者曾爆發衝突。隔日，林鄭月娥拒絕就修訂草案讓步，表示感謝市民表達正反意見，將繼續推動四方面工作。6月12日，立法會預定恢復修訂草案的二讀審議，大量示威者圍堵、佔領金鐘立法會綜合大樓周邊道路抗議，高峰時逾4萬人參與，其後引發暴力衝突。
為了確保立法會正常運作，警方向示威者發射催淚彈、布袋彈、橡膠子彈。至晚上，數百名示威者退守中環。立法會因抗議活動推遲修訂草案的二讀辯論，林鄭月娥則重申不會撤回。6月14日，一群母親舉行「香港媽媽反送中集氣大會」。主辦單位估計最少6,000人出席，警方稱最高峰約980人。隔日，隨著辭職壓力加劇，林鄭月娥宣布政府無限期「暫緩」修訂草案的議程，亦強調「初心」有理而不會撤回。她還表示政府的工作不足，並多次感謝建制派。

### 持續行動

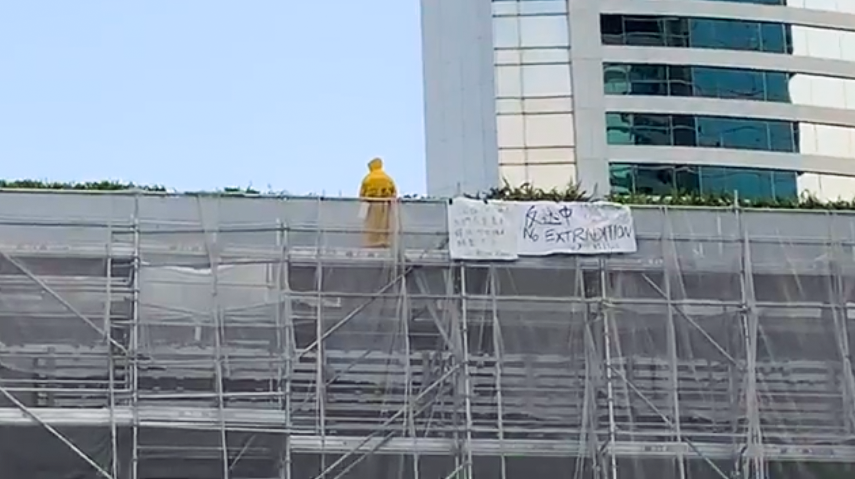
6月15日，身穿黃色雨衣的梁凌杰在太古廣場高位站立五小時，最終墮樓搶救後證實不治

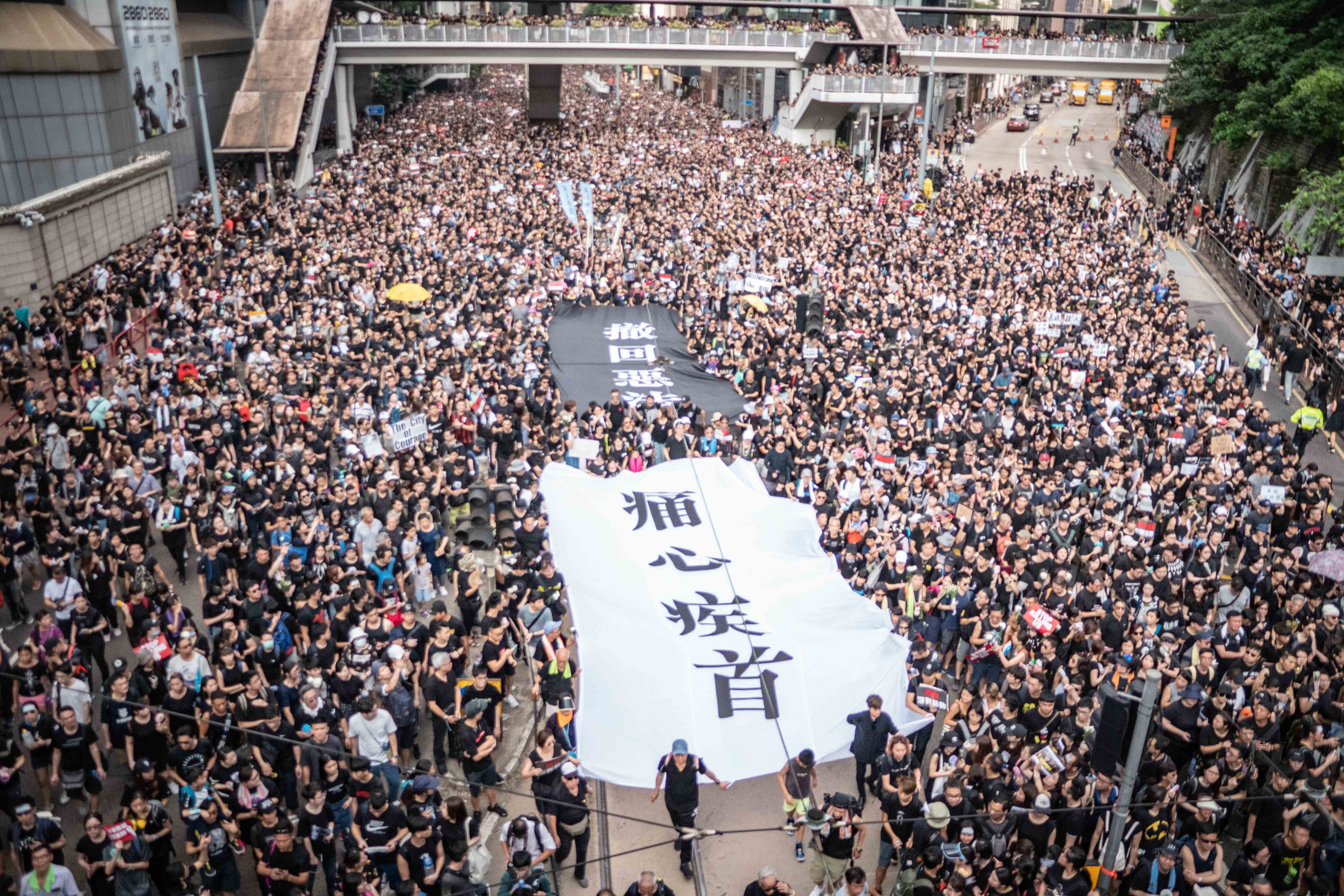
6月16日，民間人權陣線發起遊行，並稱近200萬人參與抗議

6月15日，反對《逃犯條例》修訂草案的梁凌墜樓身亡。隔日，民間人權陣線再度發起遊行抗議，要求撤回修訂草案及林鄭月娥辭職下臺。大批反對修訂草案的市民身穿黑衣參與，民間人權陣線稱近200萬人，警方估計最高峰約33.8萬人，是數周來最大規模的集會。遊行歷時8個小時，其後逾千人在政府總部一帶留守。香港政府發表聲明回應，林鄭月娥承認因政府工作不足出現矛盾和紛爭，就事件向市民道歉。6月17日，林鄭月娥會見各界人士解釋暫緩修訂草案。
6月18日，林鄭月娥就修訂草案公開道歉，拒用「撤回」字眼，並暗示不會辭職。6月21日，逾萬名抗議者一度包圍香港警察總部，至隔日解散，另有數百人「快閃」圍堵稅務大樓、入境事務大樓和灣仔政府大樓等政府合署。6月24日，約100人堵塞稅務大樓及入境事務大樓，與部分市民發生口角推撞，最少5個部門受影響。6月26日，逾千名抗議人士至外國總領事館遊行，民間人權陣線也發起集會，促請美國總統當勞·特朗普等國家領導人，在二十國集團大阪峰會關注香港議題、向中華人民共和國施壓。之後近千人圍堵警察總部，並噴漆、撬字、丟擲雞蛋。

6月27日，數百名示威者包圍律政中心，要求律政司司長鄭若驊回應訴求，至晚上撤離。同日，林鄭月娥與香港友好協進會成員見面，稱中央政府十分支持她，而不會辭職。她拒絕成立獨立調查委員會，並拒絕不起訴示威者。隔日，林鄭月娥會見港區省級政協委員聯誼會，呼籲社會重新出發。6月30日，立法會議員何君堯發起「630撐警察，保法治，護安寧」集會。大會稱有16.5萬人出席，警方稱最高峰有5.3萬人。

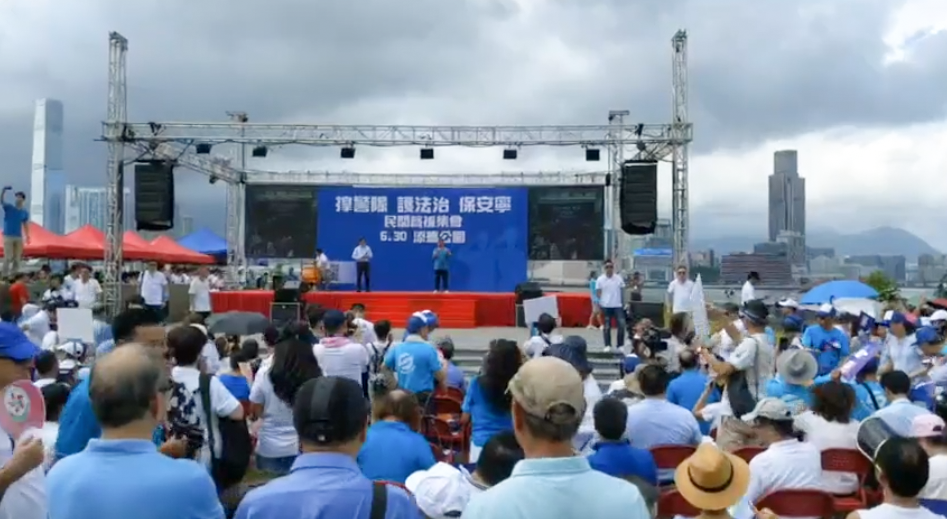
“撑警队、护法治、保安宁”民间声援集会

## 2019年7月：多次衝突

### 行動升級

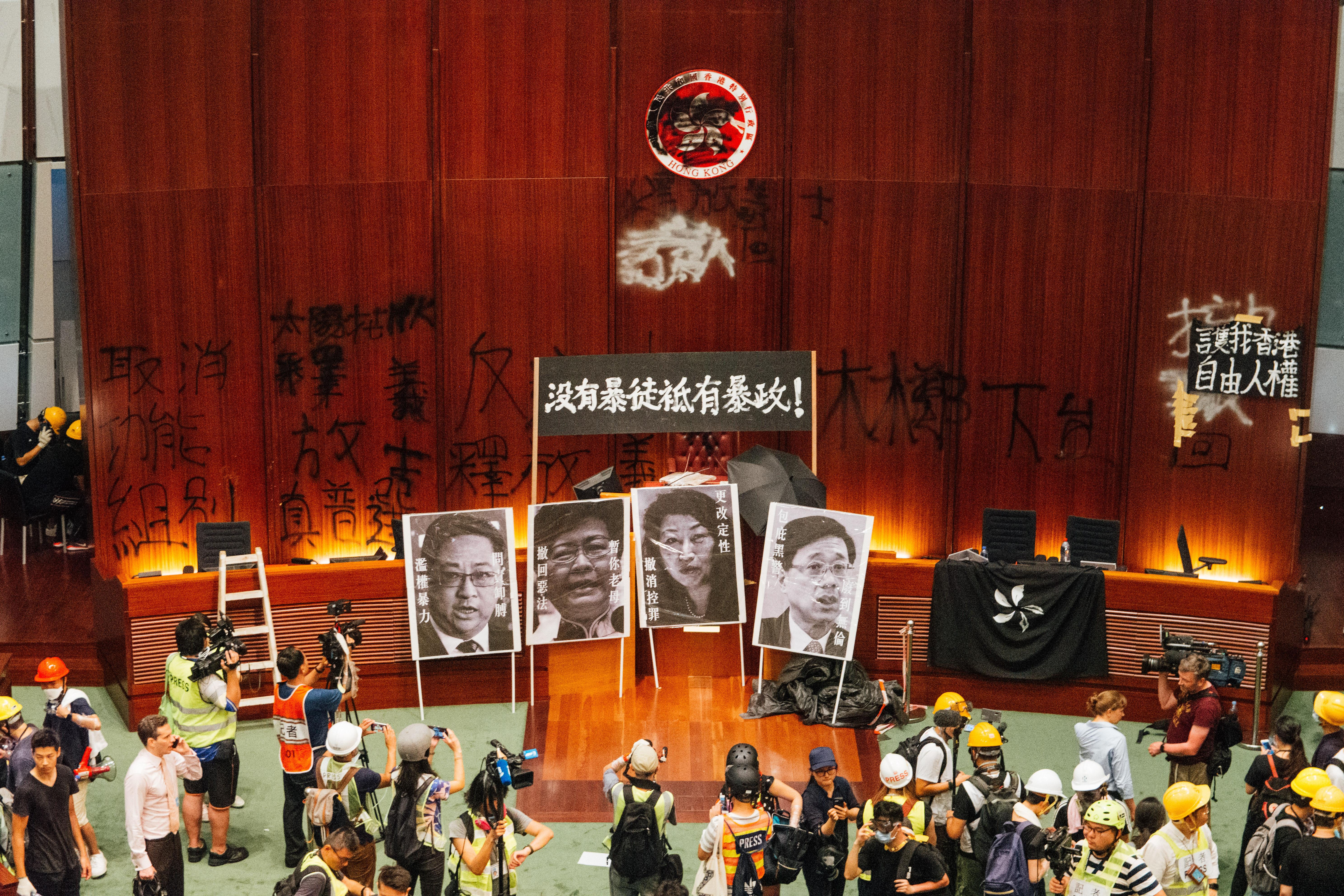
7月1日，抗議者佔領立法會，並破壞部分設施

7月1日，在香港回歸22週年紀念日，民間人權陣線舉行年度大規模的七一遊行，以「撤回惡法、林鄭下台」為題。民間人權陣線稱遊行達55萬人，創歷年七一遊行紀錄，警方指最高峰19萬人。同日，逾百名抗議者在警民衝突後，經考量發起衝擊，佔領立法會綜合大樓、破壞設施，歷時3小時。曾有3人堅持留守，其後被多名示威者抬離。隔日凌晨，警方從多個方向推進，發射催淚彈驅散示威者。凌晨4時，林鄭月娥會見記者，對「暴力行為」予以強烈譴責。7月5日，大批父母親出席聲援集會。主辦單位稱近8,000人出席，警方估計最高峰有1,300人。
7月6日，網友發起「光復屯門公園」行動，遊行過程多次爆發衝突。警方一度以胡椒噴霧驅散，並有數百人包圍屯門警署。隔日，網友在西九龍尖沙咀發起遊行，試圖增加中國大陸旅客支持和關注，其後因佔領彌敦道等道路爆發衝突。不願散去的示威者沿彌敦道前往旺角，總警司陶輝曾一度被數十名示威者包圍，之後警方出動大批防暴警察驅散。7月9日，林鄭月娥主動提到香港社會因《逃犯條例》修訂草案引發爭議，表示政府相關工作「完全失敗」，而修訂建議已經「壽終正寢」、政府願意聆聽意見，繼續拒絕使用「撤回」字眼。
隔日，部分市民在油塘站設置「連儂牆」被阻止，雙方爆發衝突，警方一度舉起紅旗警告。7月13日，大批示威者參與「光復上水」遊行，在多處爆發衝突，有15人送院。期間，約百人包圍4名便衣警員，清場時有示威者企圖跳橋。隔日，示威者參加沙田區大遊行，在與防暴警察對峙時，組成800公尺人鏈傳遞物資。在警方多路圍堵下，示威者丟擲雜物，雙方在新城市廣場混戰，最少有37人被捕。隨後林鄭月娥指責抗議者在購物中心進行暴亂。

### 衝突加劇

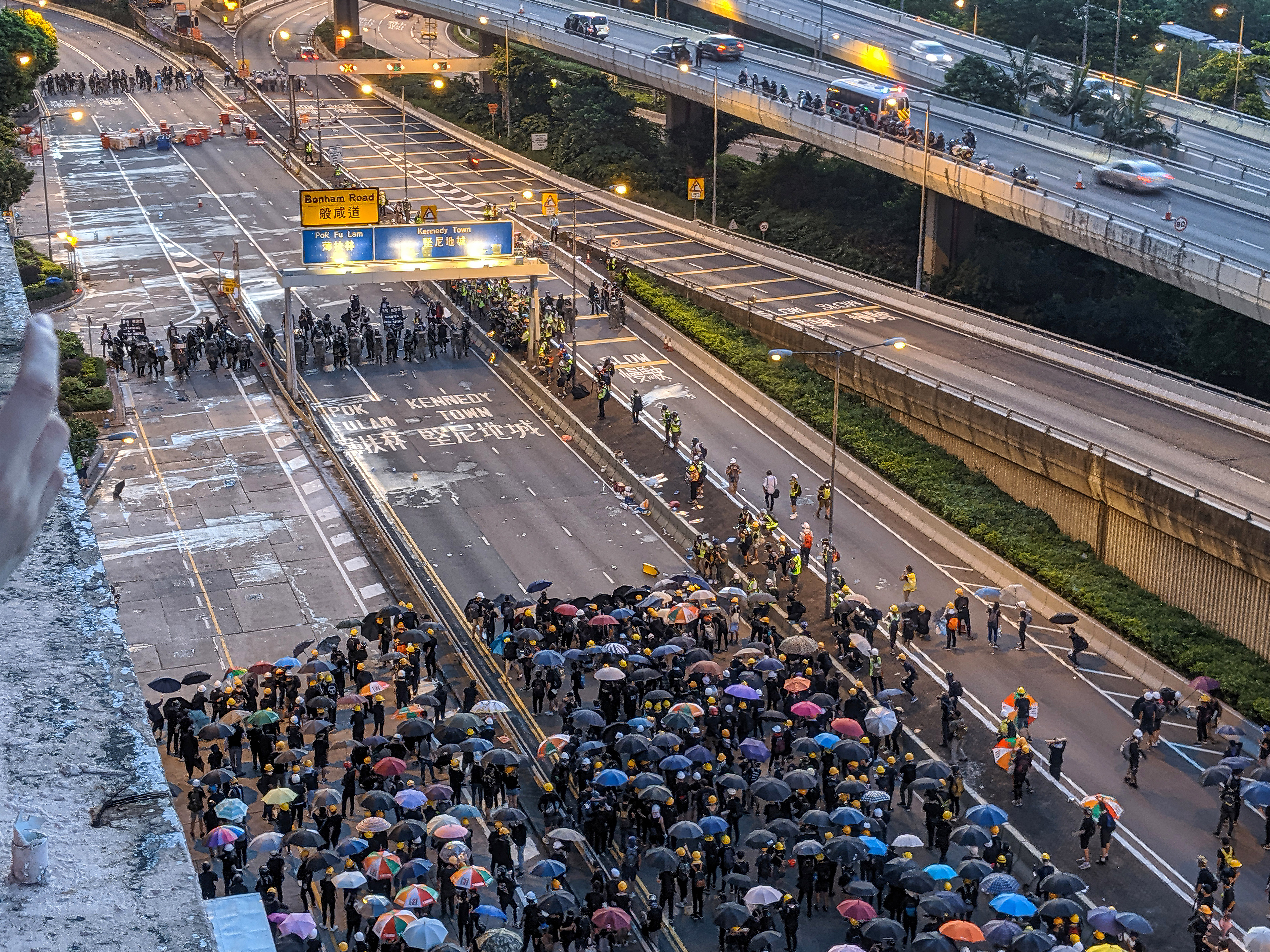
7月28日傍晚，示威者與警方在集會過後於干諾道西對峙，許多身穿反光背心的記者在路旁紀錄現場畫面

7月17日，數千名年長者參與「銀髮族靜默遊行」，許多人撐着拐杖、或以輪椅代步。同時，網際網路流傳林鄭月娥等官員、議員和警員的電話號碼和個人資料。7月20日，建制派舉行「守護香港」集會。隔日，民間人權陣線再度發起遊行，數千名抗議者首度圍堵中央人民政府駐香港特別行政區聯絡辦公室，投擲雞蛋、塗鴉招牌及塗汙中華人民共和國國徽，警方向示威者發射催淚彈。當晚，元朗有大批白衣人士在西鐵綫元朗站，毆打在場的市民與記者，總共持續2個小時，有45人受傷送醫。
7月22日，林鄭月娥譴責元朗襲擊事件，要求警方全力緝凶，警方表示部分襲擊者有三合會背景。7月24日，約50人響應金鐘站「不合作運動」，共有30班列車受影響，有2人收到擬檢控通知書。7月26日，示威者在伊利沙伯醫院、香港中文大學和香港國際機場客運大樓三地舉行集會，其中伊利沙伯醫院人數達1,500人。隔日，大批市民前往元朗參與遊行，與警方發生衝突，歷時逾7小時。示威者投擲磚頭及包圍警車，而警方用催淚彈、海綿彈將其驅散，並進入元朗站揮棍攻擊多人。示威者還發現一輛私家車後座放有藤條，並在車尾箱藏有武士刀。
7月28日，大批示威者在集會後前往香港中聯辦，投擲磚塊與竹枝，以及在多處縱火；警方設下嚴密防線，連續4小時在市中心地區發射催淚彈。7月30日，數百名市民包圍葵涌警署，其後演變成警民衝突，有警署警長以霰彈槍指向市民。隔日，數百名市民包圍天水圍警署，聲援3名在「連儂牆」被捕的年輕人。期間，有車輛向人群發射多枚煙花，造成6人受傷。8月1日，香港金融界從業人員舉行快閃集會抗議。同日，警方突襲搜查工業大廈的物資，香港民族黨召集人陳浩天等8人被以涉嫌藏有攻擊性武器拘捕，之後逾百人包圍沙田警署。

## 2019年8月：陷入僵持

### 三罷行動

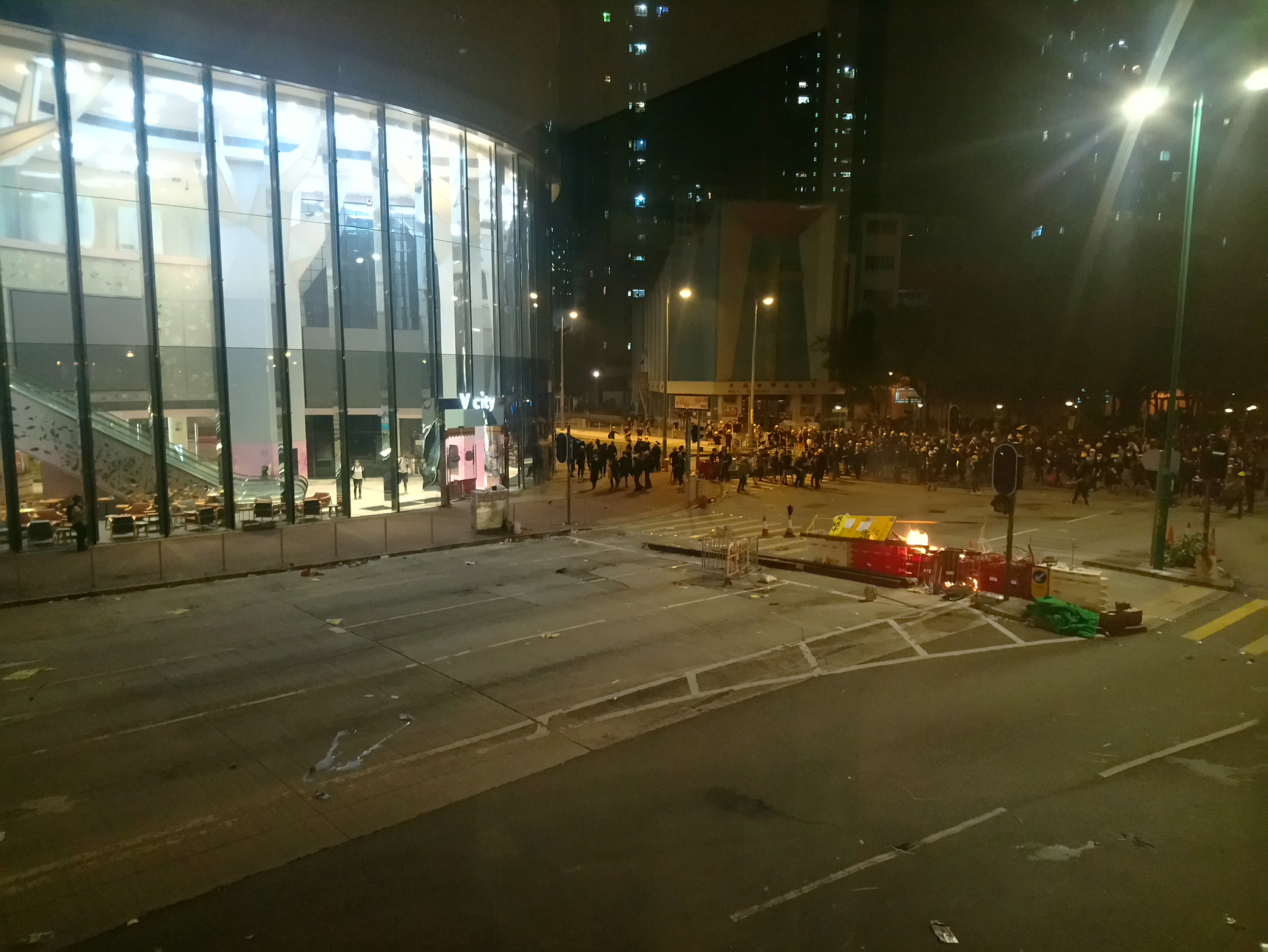
8月5日，示威者於杯渡路與屯門鄉事會路交界堵路縱火

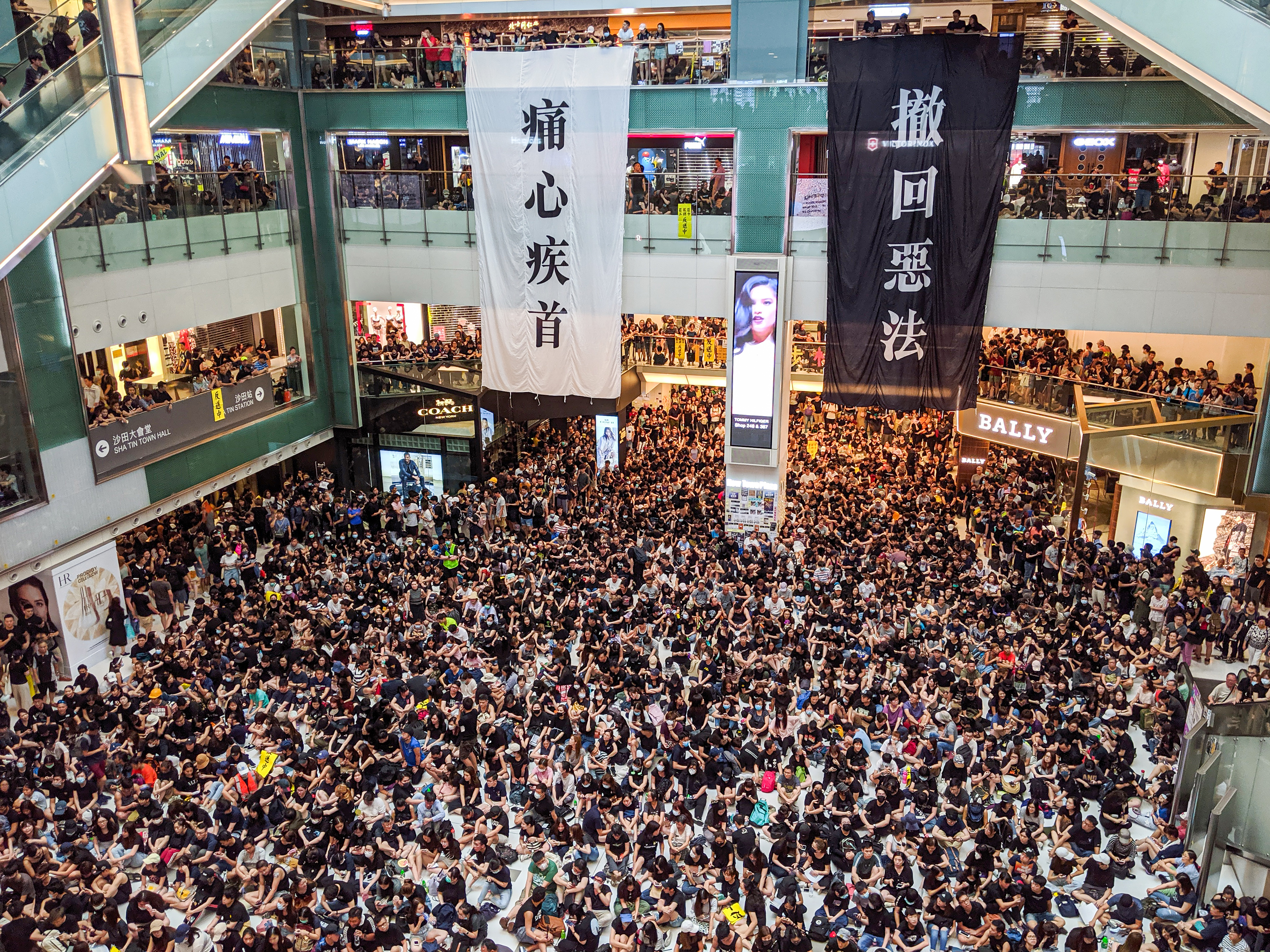
8月5日，響應「三罷」行動的示威者在新城市廣場舉行集會

8月2日，公務員參與「公僕仝人，與民同行」集會，要求回應五大訴求，醫護界也舉行集會。同日，逾百名示威者前往馬鞍山警署，警員曾發射胡椒彈。8月3日，市民發起「旺角再遊行」，一隊按原定路線遊行，數百名示威者則「快閃」堵塞海底隧道、向尖沙咀警署丟擲磚塊，黃大仙區街坊則包圍警車，警方在三區施放催淚彈。同日，支持警方人士舉行「希望明天」集會。8月4日，示威者在將軍澳、西區集會，「快閃」方式與警方對峙，一度癱瘓海底隧道。示威者放火焚燒雜物，警方在銅鑼灣發射催淚彈。
8月5日，多個機構團體發起「全港三罷、七區開花」行動，展開罷工、罷課與罷市，及在7個地區集會。為了癱瘓交通與城市，示威者佔領幹道、圍堵衝擊至少13間警署，數百班航班被取消。在衝突中，警方以大量催淚彈及橡膠子彈驅離，引起街坊不滿。在荃灣更有人士被二陂坊的親建制派福建籍鄉黑斬傷，雙腿被斬至見骨。同日，林鄭月娥表示示威者想要徹底破壞香港，極端暴力讓社會變得危險和不穩定，將加強執法盡快恢復秩序。8月6日，香港浸會大學學生會會長方仲賢購買多支大功率「雷射手電筒」，警方稱「雷射槍」，以藏有攻擊性武器罪名拘捕，並在記者會中示範該雷射筆激光強度可燒焦紙張，惟有人不滿並號召數百名市民包圍深水埗警署。
8月9日，行政長官林鄭月娥表示抗議活動的經濟傷害比2008年環球金融危機嚴重。同日，民間在機場和平集會，也有網友前往黃大仙及沙田舉行「祈福除惡晚會」。8月10日，在大埔遊行後，示威者至少在8處「快閃」行動，希望消耗警力。他們在多個地區堵塞幹道、海底隧道，另有成員在機場靜坐。警方在大圍街市首度施放催淚彈，部分無裝備的路人逃進港鐵車站。8月11日，示威者在深水埗及銅鑼灣集會遊行，其後衝突擴散至尖沙咀、葵涌等。對峙雙方升級武力，警署遭投擲汽油彈，警方在港鐵葵芳站施放催淚彈、又在港鐵太古站內近距離約2公尺向示威者發射胡椒彈，並有喬裝人士參與拘捕，亦有示威者懷疑遭射中而眼球破裂。

### 短暫緩和

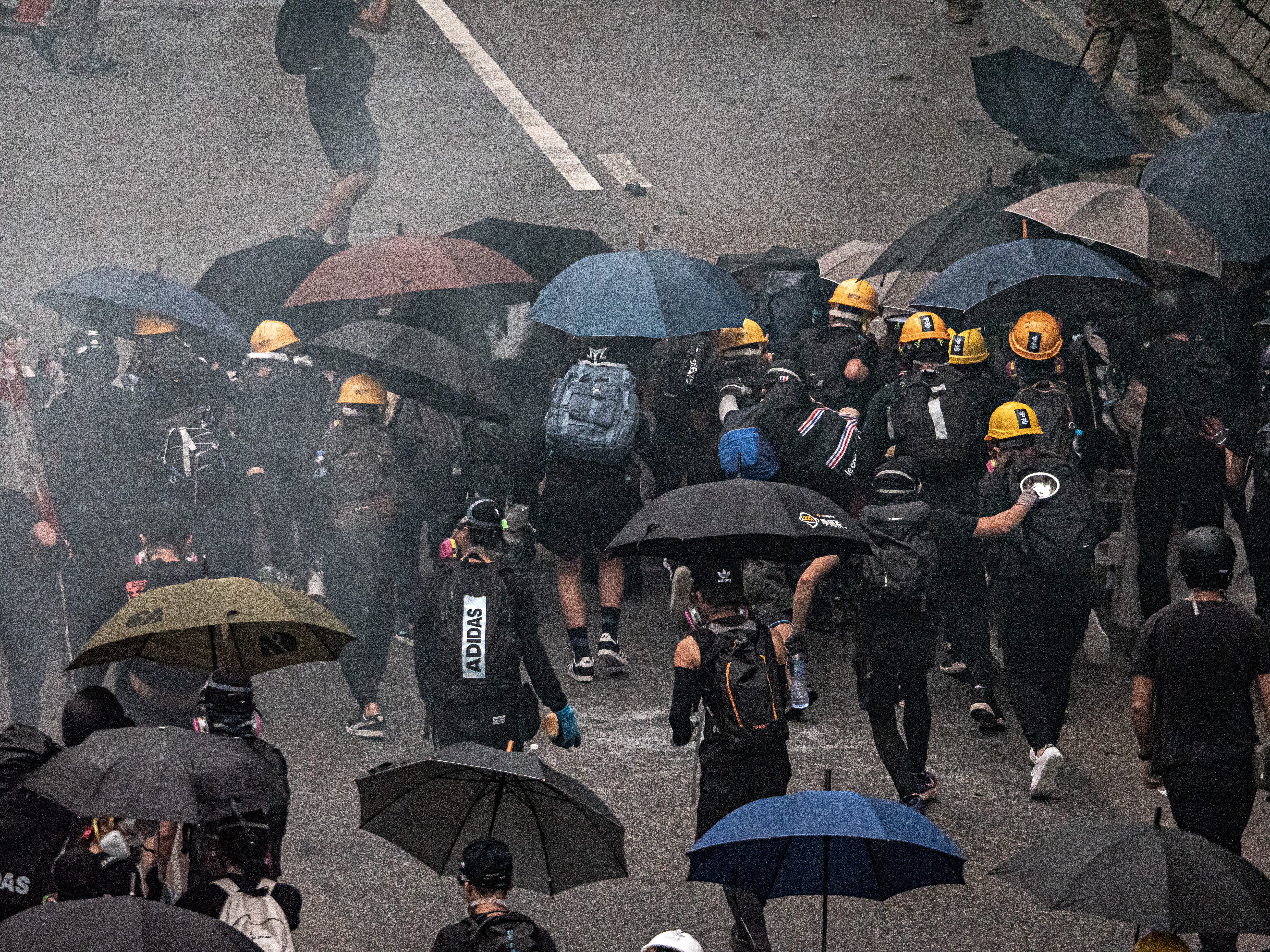
8月31日，大批示威者再度在多區發起行動

8月12日，逾1萬名抗議人士至機場舉行「警察還眼」大規模集會活動，大批人群堵塞離境大堂，導致機場停擺癱瘓，香港機場管理局取消餘下近300班航班。部分示威者蒙著右眼抗議，在牆上噴上「以眼還眼」等字眼。隔日，機場重新開放、恢復運作後，大批示威者再度湧入阻塞機場，約370班航班被取消。衝突在入夜後加劇，抗議者先後包圍徐錦煬和付國豪，而警方一度在機場施放胡椒噴霧與拔槍，之後未驅趕示威者。8月14日，部分抗議者為機場暴力行為表示道歉。
8月17日，在「光復紅土，還我靜土」遊行後，示威者對警車投擲垃圾桶，警方則發射豆袋彈。同日，建制派在添馬公園舉行「反暴力、救香港」集會，吳光正等地產開發商上臺支持，是日大會宣布有47.6萬人出席，警方表示最高峰時有10.8萬人。8月18日，民間人權陣線在維多利亞公園舉辦流水式和平集會，施壓林鄭月娥進行對話；大批示威者參與，人潮佔領主要幹道，海底隧道交通受阻。民間人權陣線表示最少170萬人，警方稱在同一時間內的最高峰為12.8萬人。8月20日，林鄭月娥承諾馬上構建民間對話平臺化解分歧矛盾，並擴大獨立監察警方處理投訴委員會審視。8月21日，示威者在元朗站靜坐，晚間演變成警民對峙。
8月23日，行政長官林鄭月娥與前官員會談，呼籲抗議者「解開死結」。同日，許多市民沿著港鐵路線發起「香港之路」，牽手組成人鏈，延伸至。8月24日，觀塘區舉行合法遊行，變成暴力衝突，最少11人送院、1人眼睛重傷。隔日，「荃葵青大遊行」結束之後出現衝突，人群管理特別用途車首度發射水炮，示威者即時四散；而因示威者以長棍追打，至少4名警員拔槍，指向示威者和記者，現場至少傳出一下槍聲，此事為警員首次發射實彈。同日，警員親屬首度舉辦「還警於民」集會，促請獨立調查。

### 再度緊張
8月31日，遊行後的示威者最少在6區縱火，警方出動人群管理特別用途車，並在維多利亞公園開槍示警。在港鐵報警後，警方於深夜進入太子站車廂拘捕63人，並用警棍打乘客。隨後警方封鎖月台，導致救護人員在站外等待73分鐘才得以進入月台施救。警方被質疑使用過度武力，甚至涉嫌打死乘客或示威者。消防處稱831當晚於太子站內無人死亡，但質疑者指傷者可能於當晩凌晨（9月1日）被送往其他車站或醫院後才死去，故至今公眾疑慮仍未能釋除。

## 2019年9月：政府退讓

### 撤回修例
9月1日，示威者阻塞機場道路、機場快綫交通，影響大批旅客。之後示威者在東涌站毀損設施與射水，再徒步撤退至青馬大橋。9月2日，在新學年開學，逾230間學校、逾4,000名學生出席校外罷課集會。同日，路透社引述一段林鄭的錄音，她在錄音中稱若可選擇，會辭職，不過林鄭月娥回應並未請辭。
9月4日，行政長官林鄭月娥提出四項行動回應五大訴求，將正式動議撤回修訂《逃犯條例》草案，並將到基層與市民對話。由於並未接納成立獨立調查委員會等四項訴求，民間記者會隨即回應不會接受。
9月28日，阿里巴巴集團旗下的《南華早報》引述消息指，行政長官林鄭月娥宣佈正式撤回條例草案前，曾經請示中共總書記習近平，並得到其批准，引起外界對中共當局直接插手香港事務的質疑。

### 持續抗爭

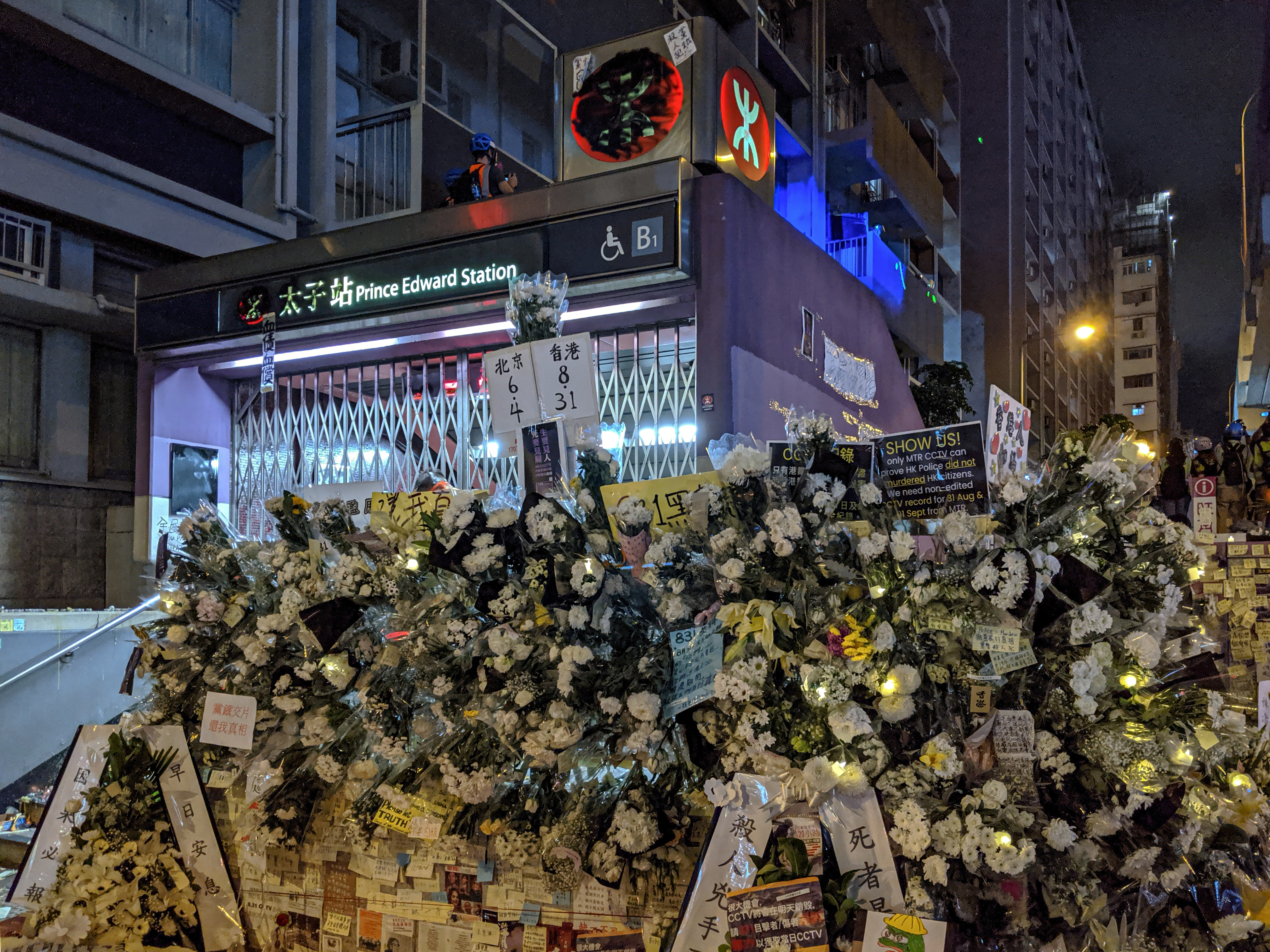
民眾在太子站出口擺滿鮮花和字條，要求港鐵公布該站發生襲擊事件時的閉路電視畫面

9月6日，數百名市民要求港鐵公開閉路電視片段，之後在太子站和旺角站爆發衝突。隔日，太子站再度出現衝突，有警方向記者施放胡椒噴劑。9月8日，網友發起請願，促請美國通過《香港人權與民主法案》施壓中央政府，人潮一度佔領花園道。而在集會後，示威者在多區「游擊戰」，破壞多個港鐵車站，並在站外縱火。9月9日，示威者已連續十晚在旺角警署外聚集，要求釋放因參與反送中活動而被捕的人士，以及公開831太子站襲擊事件的閉路視頻。9月9日起，市民多次發起到多處的商場和公園集會并高唱《願榮光歸香港》等反修例歌曲。多次集會後，示威者在多區「游擊戰」，破壞多個港鐵車站，並在站外縱火。
9月13日中秋節，多區市民出外慶祝，同時表達反修例訴求。有市民分別到太平山和獅子山山頂，造成光影人鏈。多區也同時舉行花燈大會和賞燈會，例如尖沙咀海旁、觀塘海濱公園、沙田大會堂百步梯和新城市廣場等。9月14日，示威者發起「天水圍親子遊」遊行，由天秀路公園遊行至港鐵天水圍站，但遭警方反對，當日仍有約600人自發參加遊行。同日下午2點半，有手持國旗的撐警人士到九龍灣淘大商場聚集，在中庭揮動國旗和高唱國歌，期間不同意見的市民互相指罵和打鬥。到下午3點15分，持圓盾的警員到場，在商場內外無差別拘捕至少10名青年，引起在場市民不滿指罵。當晚近9時，數十名淘大花園居民到管理處，要求交代為何商場不拒絕警員進入商場，批評商場職員失職。

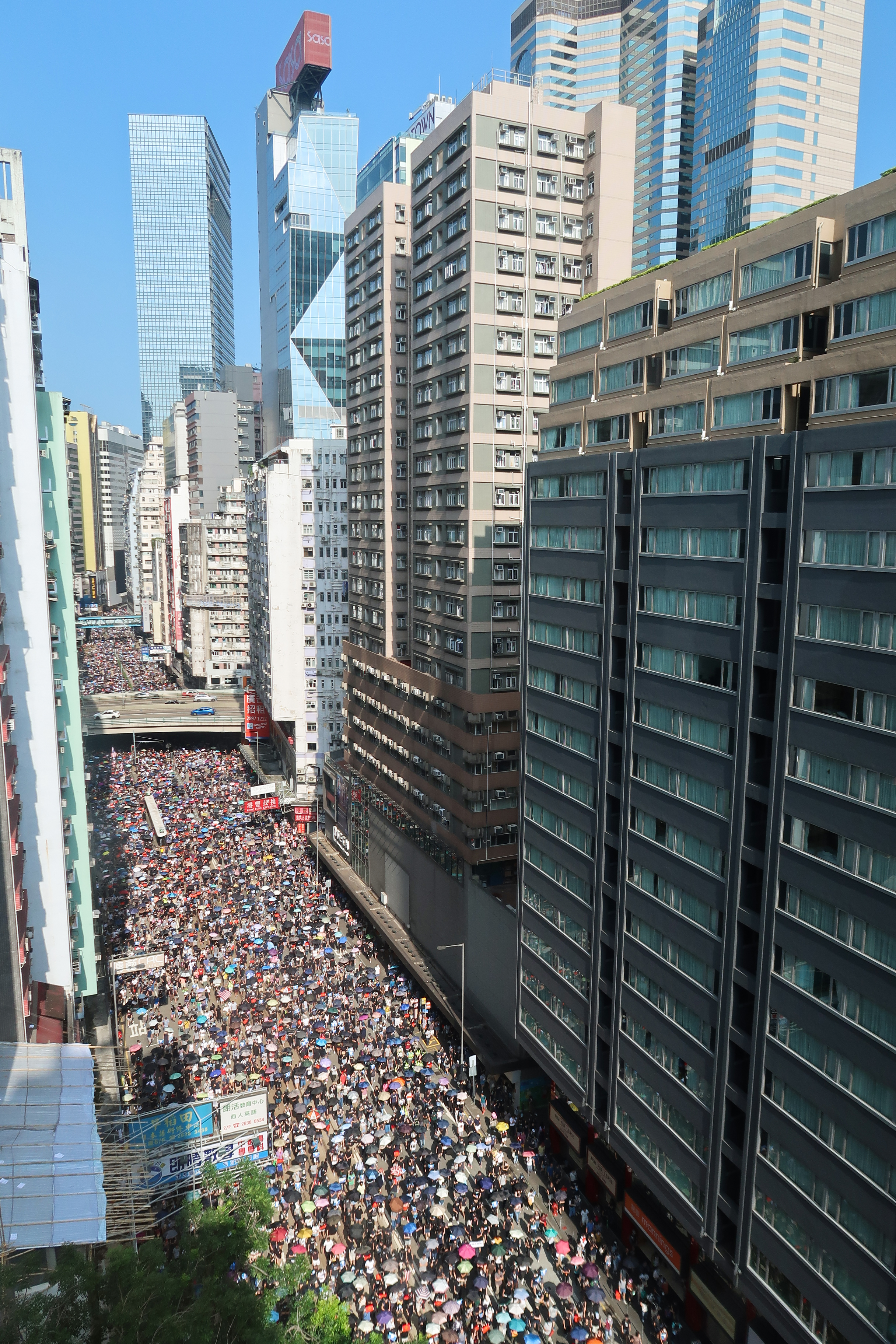
9月15日遊行。攝於軒尼詩道

9月15日，民間人權陣線原本計劃舉辦遊行，但遭警方反對。數以萬計的示威者無視反對，周日下午再次在香港港島區從銅鑼灣遊行到中環抗議。之後，示威者在不同的地點設置路障，並一度在道路多處放火焚燒雜物，破壞金鐘和灣仔地鐵站，以及破壞途中一些寫上慶祝中華人民共和國慶七十週年的廣告橫幅，甚至投擲汽油彈縱火。警方施放多枚催淚彈驅散，但示威者把催淚彈向警方投回去。水炮車多次發射水柱和藍色液體，示威者一度把汽油彈扔向水炮車，令水炮車一度起火。當晚，衝突從香港金鐘，轉移至附近的灣仔和銅鑼灣。一批穿著白衣和藍衣的懷疑「福建幫」中年男子高呼「警察加油」，持棍和摺凳與穿著黑衣的年輕人生爭執，有中年男子被人圍毆受傷，亦有黑衣青年被拘捕，而与他打斗的白衣男子则获放行，未有即场拘捕。期間有白衣人毆打記者，搶奪記者電話。
9月21日，屯門公園衛生關注組成員在新界屯门举行「屯門公園再光復」遊行，从屯门公园游行到屯门政府合署，促求修改《遊樂場地規例》，禁止一切在公園範圍內涉及任何形式金錢之打賞、行乞和捐贈及要求康文署加強執法及檢控違法行為等。不過在遊行期間，警方已經在周邊派出多個防暴警員戒備，引起市民不滿。其后游行演变为警民冲突，警方发射催泪弹清场。同晚，元朗站附近再度發生靜坐抗議事件，紀念元朗襲擊事件發生兩個月。之後，在元朗站周邊道路爆發了警民衝突。

### 與民對話
9月16日，政策創新與統籌辦事處成立「對話辦公室」，由創新及科技局前常任秘書長卓永興擔任總監，以協調行政長官早前提出成立的對話平台。
9月26日，行政長官林鄭月娥於伊利沙伯體育館舉行反對逃犯條例修訂草案運動以來首次「社區對話」，有約150人出席是次對話，並以隨機方式抽取30人發言，每人發言時限為3分鐘。期間多數人提及警察濫暴問題，約4成人表示政府應成立獨立調查委員會。林鄭月娥回應指應先交予監警會完成工作。多名市民亦關注新屋嶺扣留中心內發生的濫權行為，林鄭月娥回應指警方已決定不再使用新屋嶺扣留中心關押示威人士。整個「社區對話」歷時約2個半小時，「社區對話」結束後，過千名示威者包圍伊利沙伯體育館，林鄭月娥於凌晨約1時半離去。

## 2019年10月：示威者武力升級

### 大型衝突

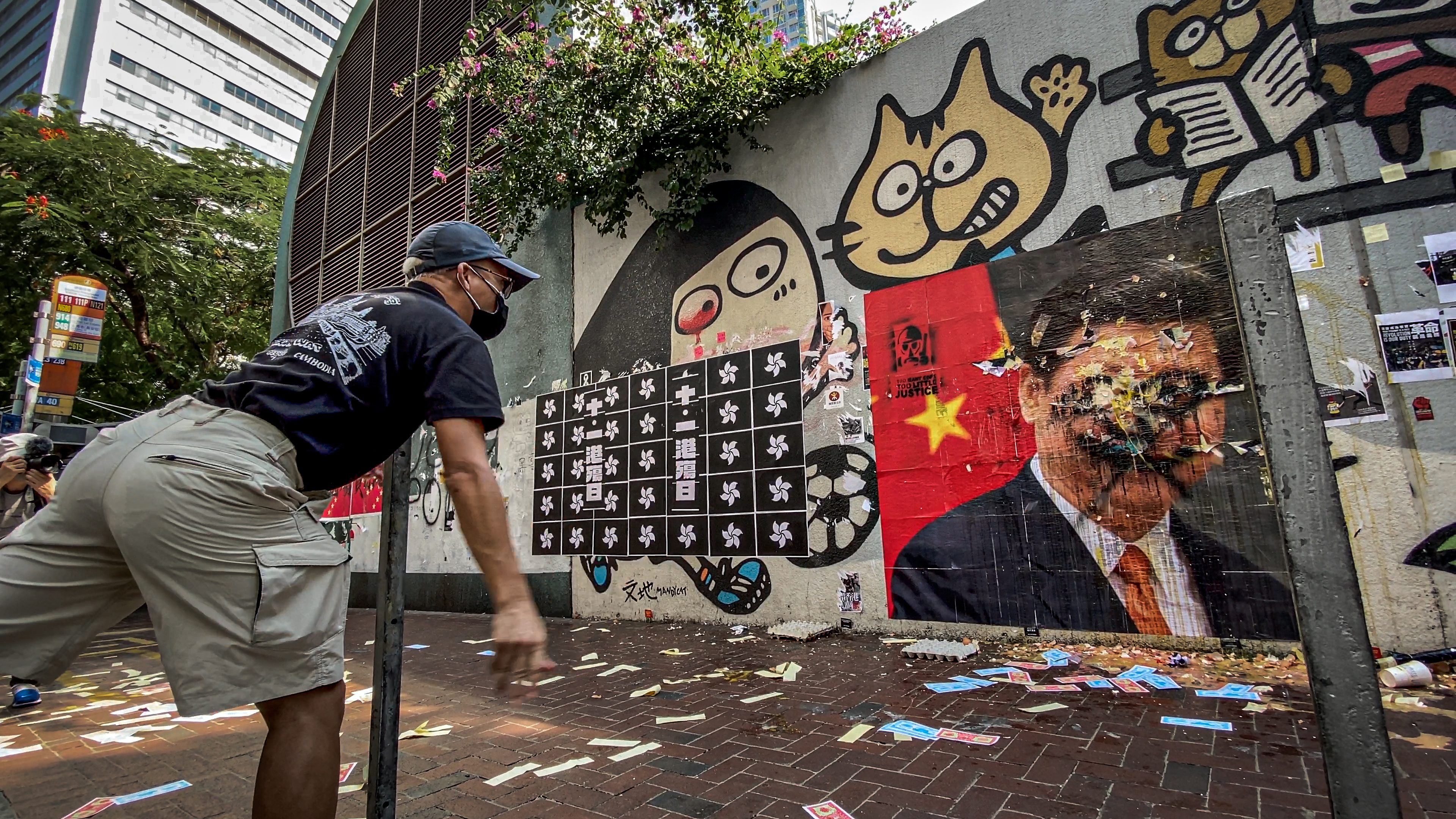
10月1日的遊行示威上，示威人士向中共總書記習近平的大型肖像扔雞蛋以及潑墨以示抗議

10月1日，是中華人民共和國建國70週年，香港多區爆發大規模衝突和暴力破壞，多個商場及店舖都要關門，多個港鐵站亦先後宣佈關站。警方在下午四時許在荃灣海壩街一帶清場期間，有一名18歲示威者曾志健被警察在距離估計不足半尺以實彈槍擊，左胸口中枪倒地，隨後送往玛嘉烈医院進行治療，該名示威者肺部出血和多處肋骨斷裂，情況危殆。警方稍後承認有示威者中彈受傷。這是反對逃犯條例修訂草案運動大規模爆發後三個月來警方首度以實彈槍擊擊傷示威者。
10月2日，多區有抗議，不滿警方在荃灣開實彈槍射傷一名示威者。港鐵繼續成為針對目標，多個港鐵站設施被破壞，亦有示威者破壞中國銀行櫃員機及被指有親建制背景的商舖，發佈支持政府言論的美心集團轄下商舖，吉野家門外則貼出告示，表示今天將不會營業。有黑衣人一度於屯門VCity破壞位於地下的星巴克，優品360等多家中資店舖門市遭到破壞，二陂坊內的「聯發麻雀館」麻雀枱翻側，地上有燻黑的痕跡，而中旅社亦被破壞，前來領證的客人需於門外交收。
10月3日，多區繼續發生衝突，大批穿黑衣人包括在荃灣、銅鑼灣、將軍澳、屯門、黃大仙等地，先以雜物堵路，進而展開破壞行動，所到之處交通燈、欄杆被毀，中資或被指愛國人士所持的店舖逐一被毀。港鐵受反對修訂《逃犯條例》示威者針對，車站設施接連遭大肆破壞，截至10月4日，當中涉及83個港鐵站和42個輕鐵站受破壞，損毀的包括860個出入閘機、500部售票及增值機、400個八達通理器、700部閉路電視、12部升降機，另有10個出入口要關閉，連未啟用的沙中線宋皇臺站也受損。

### 禁蒙面法

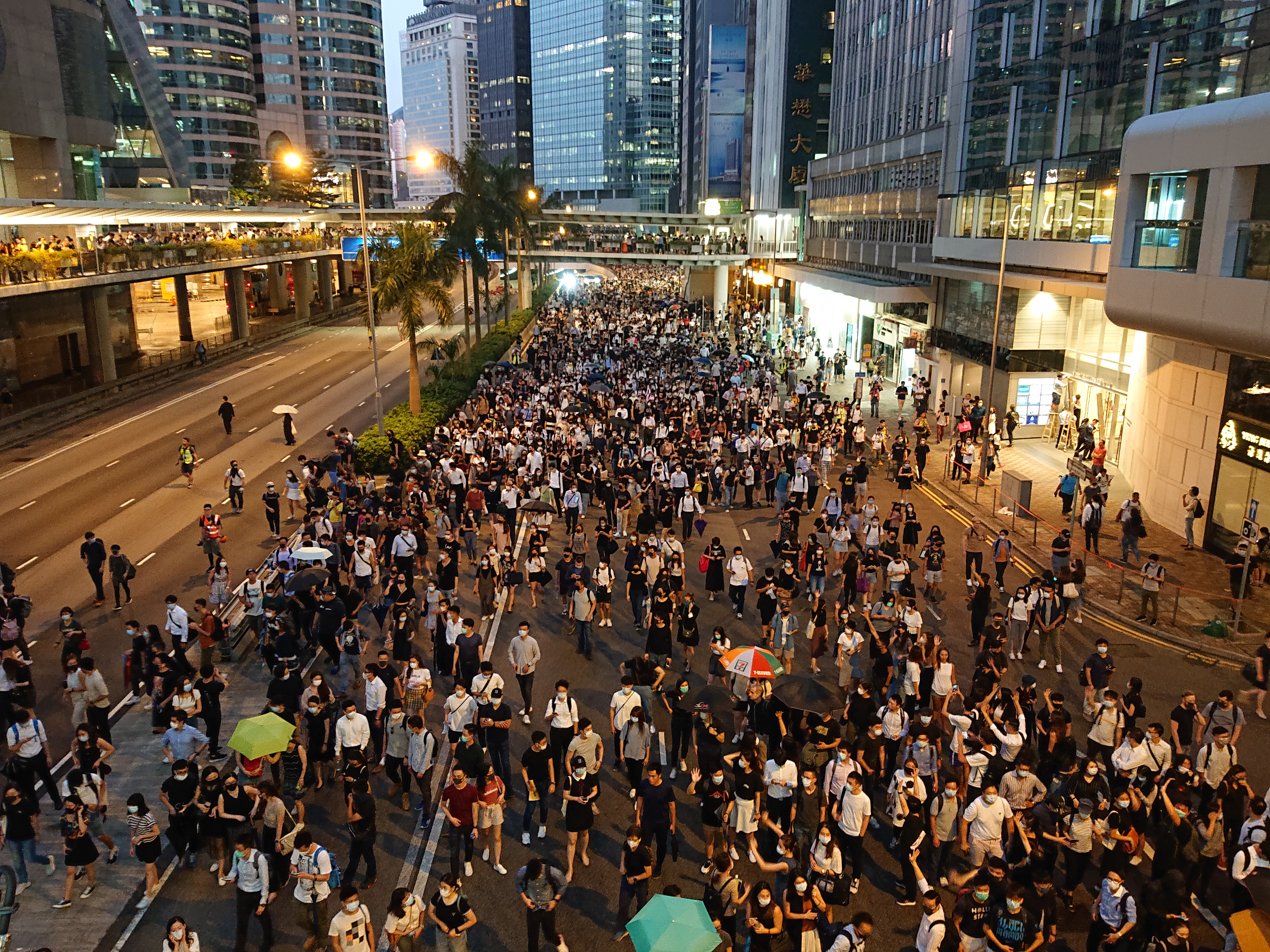
10月4日反蒙面法示威，途經干諾道中的示威群眾。示威當晚演變成暴力衝突

香港特區政府行政會議於2019年10月4日召開特別會議，處理「禁蒙面法」問題，期間有示威者在中環一帶集結會後當日下午行政長官林鄭月娥會同行政會議正式宣佈，為了保障公眾安全，以《緊急情況規例條例》（簡稱《緊急法》）推行《禁止蒙面規例》。該條例禁止參與遊行、集會及非法集結的人士以任何形式蒙面及使用可能阻止識辨身分的蒙面物品，亦賦權予警員在某些情況下要求身處公眾地方的人除去蒙面物品，以核實身分，唯宗教理由及健康或醫學理由可容許蒙面，而違反此條列將會被判處監禁一年以下及最高25,000港幣的罰款。該條例於香港時間次日（2019年10月5日）零時零分開始實施。。教育局亦於當日下午約3時向全港學校發信，指出禁蒙面法將於短期內生效，促請學校提醒學生及家長，並讓學校就此訂定校本處理方法。同時亦指出如身體不適，應盡早求醫及留在家中休息。
民建聯立法會議員葛珮帆表示，禁蒙面法能夠止暴制亂，且只會針對參與非法集會及暴動的參與者，以及禁蒙面法已在不少歐美國家已有立法，故不會影響遊行集會的自由。民主派立法會議員楊岳橋表示，禁蒙面法是「既不治標，又不治本」，只會激起民怨及引起更多香港市民的不滿，並質疑如果大量示威者無視禁令，警方根本無法處理違法行為。岑敖暉及社民連梁國雄申請緊急臨時禁制令，要求禁止《禁止蒙面規例》在午夜後生效。經高等法院晩上開庭處理，決定拒絕批出臨時禁制令。

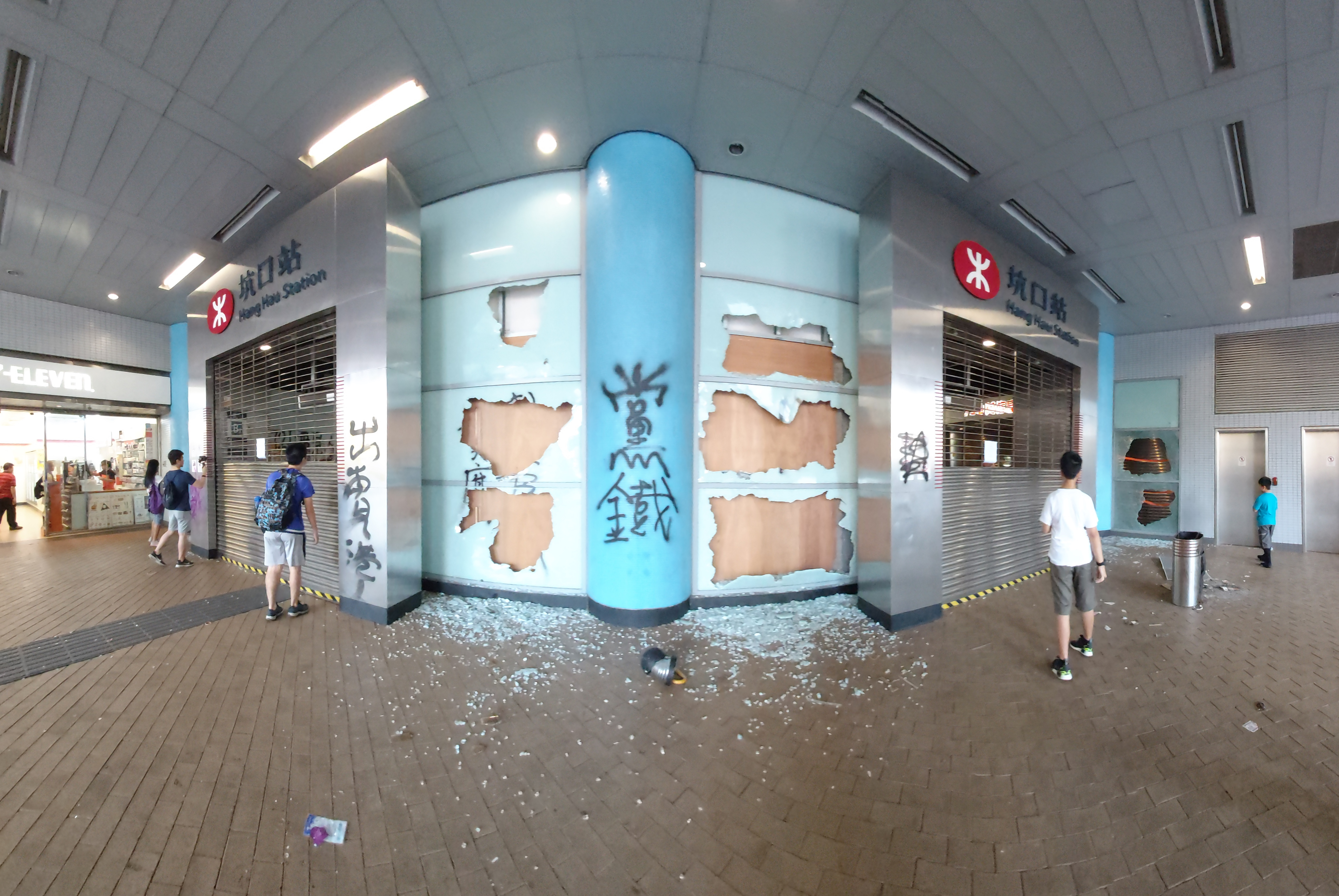
10月示威期間被破壞的坑口站，牆面遭示威者噴上「黨鐵」字樣

當晚，全港18區均爆發示威活動，為反對逃犯條例修訂草案運動以來首次，亦是香港歷史上首次。其中有破壞地鐵站、破壞港鐵列車和圍毆港鐵職工等行為。全港多間商戶被搗亂縱火、中資銀行被破壞，大批示威者堵路縱火破壞，警方定性為暴動。港鐵全線暫停服務，其後宣佈因為港鐵網絡遭暴力破壞，周六祇餘機場快綫於下午起，提供香港站不停站來往機場站的服務，其餘輕、重鐵和港鐵巴士路線被迫全日停止服務；另多個大型商場關閉。滙豐、渣打、中銀香港等多間銀行宣佈部分分行暫停服務，或只能提供有限服務。超過20個大型商場率先關閉，部分連鎖店舖亦暫停服務，包括百佳、屈臣氏在內的大型連鎖商戶，宣佈全港店鋪休息一日。不同區的宜家家私下午陸續關門，個人護理產品連鎖店萬寧下午2點關門，惠康超市和7-11便利店下午5點暫停營業，多區市民慌忙搶購食物及日用品，以應付持續多日的衝突。當晚警民衝突中元朗一名14歲少年大腿中彈，送往屯門醫院治療。
10月6日，一批黑衣蒙人在灣仔軒尼詩道手持鐵鎚、鐵棍等硬物，破壞多間中資銀行，將銀行的鐵閘及玻璃破壞，大肆搗亂。示威者又利用雨傘遮擋傳媒拍攝，破壞完銀行之後離開。香港多區大肆破壞，縱火堵路。多個港鐵站再被破壞和縱火，由於個別車站的破壞情況特別嚴重，短期內未能投入服務；各項復修工作正陸續進行，10月7日重開39個車站，重鐵、輕鐵及港鐵巴士服務晚上約6時結束。
11月18日，香港高等法院就24名立法會現任議員及1名前任議員對《禁蒙面法》提出的司法复核頒下判詞，法庭裁定《緊急情況規例條例》在「危害公安」的情況下使用屬於違反《基本法》，而特首透過《緊急情況規例條例》自行就《禁蒙面法》進行立法，其對基本權利的限制超乎合理需要，因此裁定《禁蒙面法》違憲，律政司亦因此暫停按有關法例執法。

### 事件蔓延
10月4日至10月9日期間，美國多個界別就示威活動表態。先是NBA休斯頓火箭隊總經理达雷尔·莫雷表態支持香港示威，遭到內地官媒及網民批評。NBA總裁亞當·蕭華表示支持莫雷的言論自由權，導致中國央視宣佈停播NBA中國賽。及後香港電競選手「聰哥」因高呼「光復香港，時代革命」的口號而被暴雪娛樂取消資格、沒收獎金以及停賽，隨即引起全球玩家不滿打壓言論自由，最終暴雪減輕處分。繼而蘋果公司在中國《人民日報》的施壓下，宣布將提供顯示警隊位置的「HKmap.live」應用程式下架。美國政界連環發信批評蘋果公司的決定，蘋果總裁提姆·庫克亦形容是艱難決定。
10月中旬起，外界認為示威運動開始緩和，人數開始減少，運動的衝突亦由街道轉至立法會等處。不過警民雙方的武力程度並沒有減低，尤其警方在10月13日發現土製炸彈，乃運動以來首次。

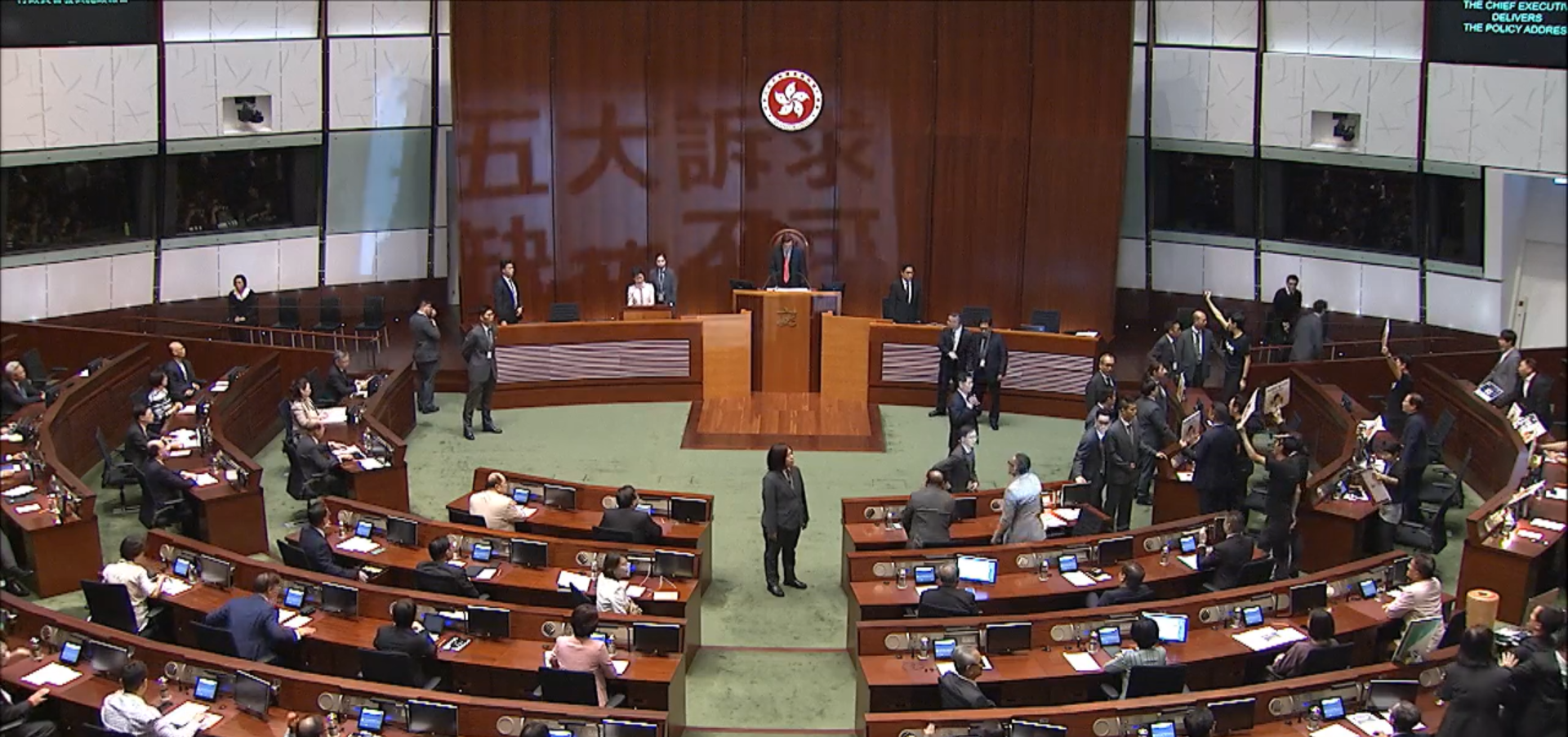
林鄭月娥宣讀施政報告期間，民主派議員向其投射「五大訴求 缺一不可」的標語

10月10日，香港市民自發慶祝中華民國國慶日，多處可見青天白日滿地紅。同日晚上，中文大學舉行對話會，女學生吳傲雪發言時除口罩，聲稱警方性暴力和希望校長譴責警方暴行。校長段崇智最終在同月18日發聲明譴責警暴，隨即引起全國政協副主席及前行政長官梁振英和中國的《人民日報》抨擊。10月11日，蘋果日報頭版報道陳彥霖死訊，由於死因有多個疑點，外界流傳陳彥霖乃參與是次運動「被自殺」，不過警方和政府多次否認。學生和市民在14日和17日於香港知專設計學院舉行靜坐，要求校方公開閉路電視片段，校方兩度公開部份片段，唯因不滿閉路電視疑遭剪輯，校園被大肆破壞。18日晚上，無綫電視播出陳彥霖母親的受訪片段，她澄清女兒是自殺非被殺。
10月16日，立法會正式復會開始新會期。七一衝突後的首次大會由行政長官林鄭月娥宣布《施政報告》內容，最終因民主派叫口號示威而休會。林鄭月娥其後透過預錄影片發表報告，此乃回歸以來首次非在立法機關發表《施政報告》。同日晚上，民間人權陣線召集人岑子杰前往開會期間在旺角遇襲，倒臥街頭。
10月20日，九龍遊行中警方水炮車向尖沙咀清真寺正門噴射藍色水劑，事後警方於社交平台Facebook表示誤中清真寺的正門及大閘，正聯絡清真寺首席教長及穆斯林社區領袖解釋事件及表達關注。晚上約10時，油尖警區指揮官何潤勝、警察公共關係科高級警司余鎧均及兩名非華裔警員代表警方到清真寺與教長會面，解釋事情經過及表達關註。10月21日，行政長官林鄭月娥及警務處處長盧偉聰等人於早上約11時到達九龍清真寺，全程逗留約25分鐘。清真寺首席教長Muhammad Arshad等人向傳媒表示特首林鄭月娥及警察方面已就事件作出真誠道歉，清真寺方亦接受道歉，穆斯林代表亦再次感謝香港市民幫忙清潔清真寺。
10月18日，觸發是次運動的臺灣殺人案疑犯陳同佳決定自首，希望特區政府安排手續，但臺灣拒絕陳同佳入境，令港臺關係緊張。10月23日上午九時正，陳同佳結束服刑，離開壁屋監獄，逾百名記者在場通宵守候。陳同佳先後鞠躬向死者潘曉穎的家屬和香港人道歉，並表示將會到台灣自首。但因為港台關係持續緊張，因此陳同佳或會在2020年總統選舉後才會前往台灣。
陳同佳出獄當日，保安局局長李家超在立法會上，正式宣布撤回《2019年逃犯及刑事事宜相互法律協助法例（修訂）條例草案》，此時距離法案的公佈已經將近10個月。

### 法庭禁制
自運動延伸至社區以後，港鐵設施多次被破壞、機場亦被堵塞。8月14日，機場管理局獲批禁制令，禁止任何人在機場範圍內非法阻礙或干擾機場運作；8月23日，法院頒令港鐵禁制令持續生效直至頒佈新命令。港鐵在8月23日獲批禁制令，禁止任何人士非法地及有意圖地故意阻礙或干擾整個鐵路網絡。當政府宣佈引用《緊急法》後，民主派兩度申請頒布禁制令，暫緩法例生效，但都被駁回。
10月14日，高等法庭頒布臨時禁制令，禁止公眾人士佔領或堵塞21個紀律部隊或已婚警察宿舍，同時禁止公眾人士對該21個宿舍造成破壞，包括不准塗鴉、堵塞出入口、破壞門窗、照射光線往物業方向。
10月22日，高等法院上訴庭裁定香港警察隊員佐級協會上訴得直，頒布臨時禁制令，禁止選管會向公眾提供任何可聯繫選民姓名及地址的方式、包括公開選民登記冊予公眾查閱等。法官又表示超過二千名警員及家屬被網民惡意起底和被網絡欺凌，其個人資料被廣泛洩漏，情況惨不忍睹及不能容忍。10月25日，香港律政司和警务处向高等法院上诉，要求法院颁發禁制令。高等法院其后正式颁布临时禁制令，明确禁止任何人公开警员及其家人的个人资料、恐吓及骚扰警员及其家属，即使唆使、煽動、協助他人從事上述行為亦屬違反禁制令。该禁制令有效期至11月8日，而到期之日法官批准临时禁制令继续有效直至另行通知。禁制令的範圍被批評是極其廣泛，簡單如向警員叫囂「黑警」，甚至教師讀出警員子女名字，均有機會遭控告違反禁制令，等同將辱警罪立法。法庭最終修訂命令，收窄涵蓋範圍。
10月31日，律政司司長以公眾利益守護者身份，入稟高等法院申請禁制令，禁止任何人非法於網上發佈任何訊息或言論可促進、鼓勵或煽動其他人士威脅使用暴力，包括連登及Telegram等。同日晚上，高等法院頒下臨時禁制令。連登管理團隊發出公告，稱未收到禁制令，但促請香港政府聆聽市民訴求，勿以打壓方式解決提出問題的一方，損害香港國際聲譽。
11月1日，高等法院拒絕批出禁制令予電視廣播有限公司（無綫電視）。無綫電視早前入稟，稱記者及新聞車等屢受襲擊，要求法庭禁止破壞無綫電視的財物，又或是在其財物上塗鴉。無綫亦要求法庭禁止有人襲擊無綫員工，或向無綫員工射光致影響其視力。

## 2019年11月：示威白熱化
踏入11月，警民雙方動武更趨激烈，至月尾有所降溫。

### 多人受傷

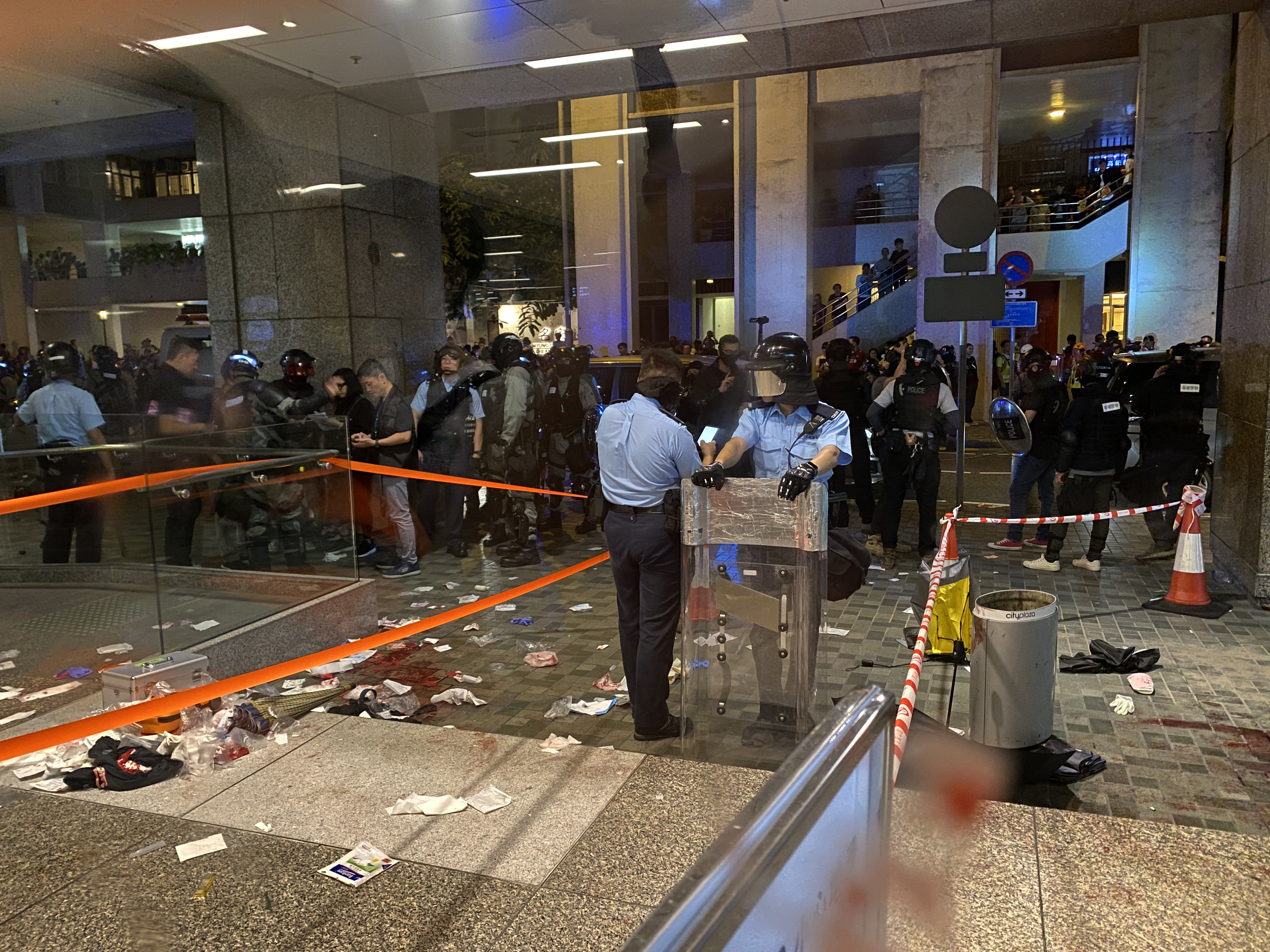
太古城襲擊後現場佈滿血跡

11月3日，太古城中心內有市民自發舉行人鏈活動，超過100人響應，分批站在商場不同樓層，亮起手機燈光，高叫口號和唱歌，並在六時許拉起人鏈，在商場內圍繞一圈，有部分商戶關門。晚上7時35分左右，一名操普通話的灰衣男子因政見問題，由太古城中心地下衝出，並在馬路撞擊一名女子，女子被撞倒地，趙家賢在場嘗試調停，但男子不但沒有理會，更再舉腳踢女士的頭部。灰衣男子其後在太古城中心商場地面出口與人爭吵，曾叫喊「光復台灣」，繼而持刀襲擊抗議人士。其中兩人分別背部和腳部受傷，大量流血。當區的太古城西區議員趙家賢更被灰衣男咬掉耳殼，同告受傷。

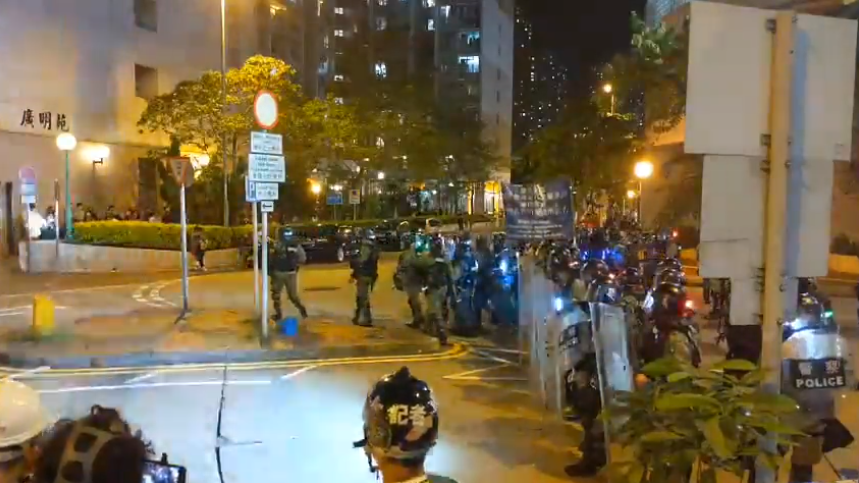
將軍澳警民衝突期間警民對峙

在將軍澳，約晚上11時有人於尚德廣場附近天橋聚集，有警察到場並射胡椒噴劑，之後在唐明街及唐俊街的十字路口有防暴警察組成防線，與尚德邨對面的示威者對峙，並發射催淚彈驅散在場人士。當中一名於香港科技大學就讀的青年周梓樂被發現倒臥在停車場2樓，懷疑從3樓坠下，昏迷送院搶救，留醫伊利沙伯醫院深切治療部，情況危殆。。其後接受兩次腦部手術，但引流術失敗，腦壓仍不減，情況仍然危殆，昏迷指數處於最嚴重的3分，依靠3倍强心藥及呼吸機維生。留醫5天後，周梓樂在11月8日早上8時09分證實不治。遺體在早上11時半左右被送入殮房。在中午默哀活動後，有人在科大校園內破壞，包括星巴克和食肆，以及設於校內的中銀分行，星巴克西餅櫃玻璃被打爛，貨物四散地上，又推倒收銀機及座位，現場一片混亂。另一餐廳「南北小廚」亦遭學生塗鴉及破壞。校長史維的府邸外同樣有破壞活動，包括擊碎玻璃、毀壞門鎖和撒「溪錢（冥鈔）」等。。

### 三罷衝突

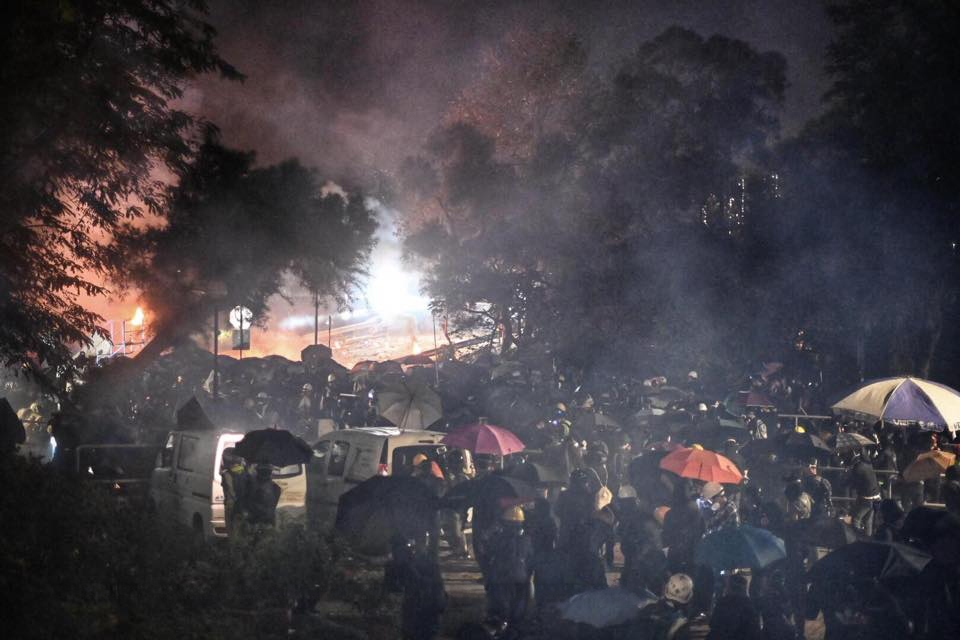
警方於中文大學二號橋發射大量催淚彈，示威者在煙霧瀰漫的環境下繼續防守

11月11日，網民發動「黎明行動」和「大三罷」，號召示威者晨7時起癱瘓交通，務求導致不參與的市民無法上班上學，「被罷工」、「被罷課」，多處地方有人堵路、阻礙港鐵運作，令全港交通大混亂。早。早上時分，西灣河發生交通警察開槍事件一共開三槍實彈，導致兩人重傷。其中一名21歲男子翌日才由危殆轉為嚴重。同日葵芳有交通警察三度撞向示威者，至少兩人受傷，當日被暫停職務、即時休假並接受調查。另外馬鞍山有示威者與支持政府的男子爆發肢體衝突，及後男子被淋潑易燃液體並點火，該男全身即時陷入火海，男子最終危殆。雙十一衝突最終導致至少99人受傷送院，其中2人危殆、4人嚴重。
中文大學的對峙更是自11月11日早上7時半起開始通宵持續，至12日下午時分向學生施放催淚彈，示威者則投擲燃燒彈，有防暴警察盾牌起火，多人被捕。有人破壞夏鼎基運動場的門鎖，擅自闖入器材倉庫，並取走一批用於體育運動用途的弓、箭、標槍等物資。校方迅速取回已知被取走的所有物品。12日晚上，中文大學衝突加劇，逾百人受傷，近乎全港18區亦有衝突。11月13日，一名70歲羅姓老翁混亂中怀疑被来自蒙面黑衣人的磚擲中頭部，他即時倒地，頭部嚴重受創。14日，威爾斯親王醫院發言人證實，病人情況持續惡化，於當日22時51分不治。示威者多區堵路及示威，市面大受影響。路面設路障及阻礙港鐵運作，東鐵線、觀塘線和荃灣線等一度全線停駛，早上繁忙時間僅約一成半巴士線提供有限度服務；本港多區交通一度癱瘓，連接新界北的吐露港公路由前晚開始受阻逾24小時，有人在中文大學「二號橋」上向公路中行駛的車輛投擲雜物。昨入夜後，有黑衣人在紅磡紅隧出口設路障及焚燒收費亭，彌敦道、聯合道亦有路障。九龍塘又一城商場10日爆發激烈警民衝突後一直停業，連日來均有示威者到商場內破壞並焚燒商場中庭聖誕樹，商場昨日在Facebook宣布會暫時關閉維修，直至另行通知。原於13日晚跑馬地的賽事亦告取消，為6月反修例運動開始後的第二次。中大學生會申禁令被拒，沙田裁判法院遭縱火破壞。

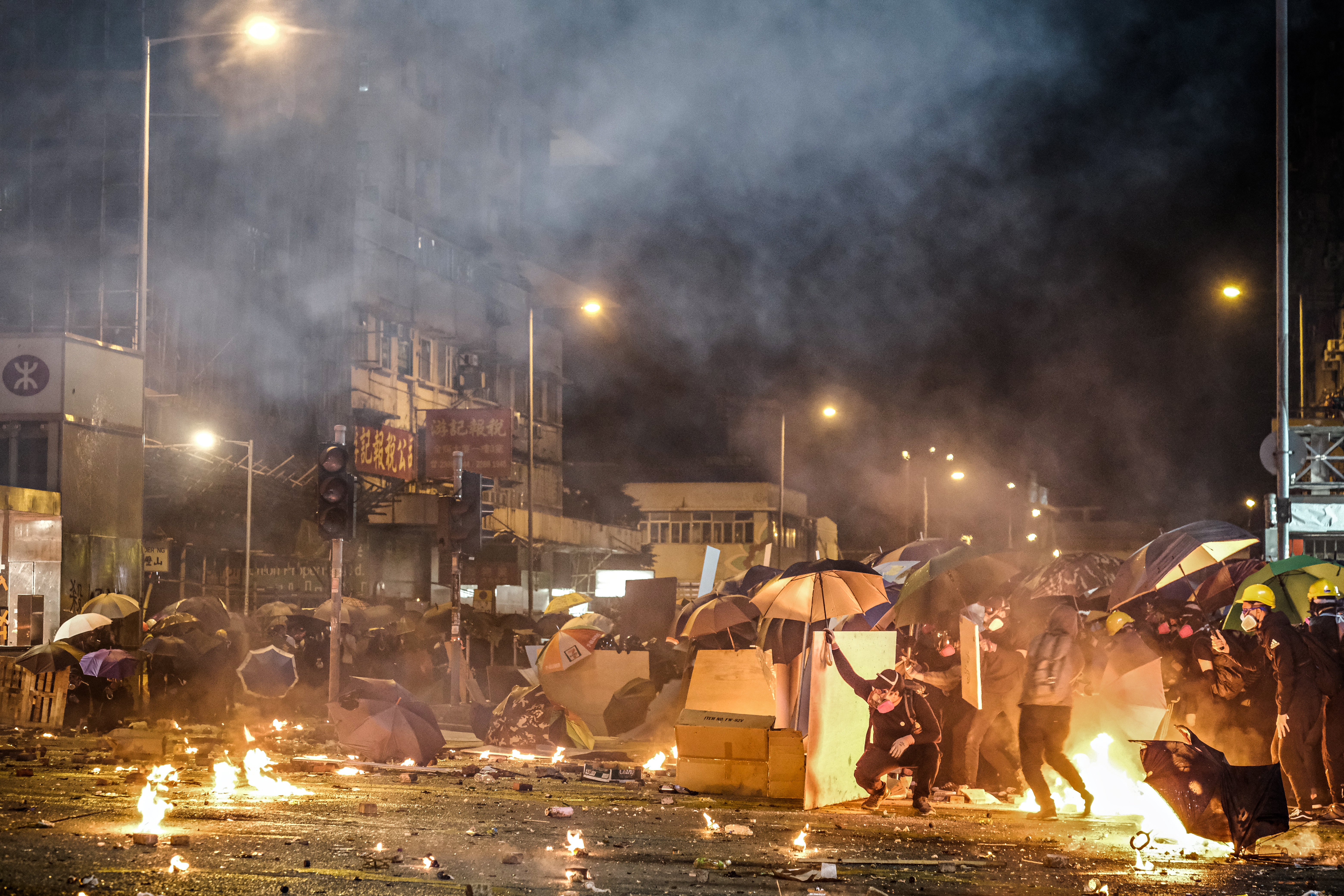
18日晚間，示威者在油麻地窩打老道和警方對峙，並在現場放火，試圖阻擋警方攻入數百公尺外的理工大學

11月17日，示威者連日在理工大學附近集結堵路，有市民昨早到理工大學對開清理路障，遭黑衣人阻止，防暴警到場施放多枚催淚彈驅散，黑衣人投擲汽油彈及磚頭還擊。警方出動水炮車驅散。期間，有人向警方射箭及鋼珠，一名警方傳媒聯絡隊隊員左小腿中箭，箭頭刺入肌肉。理工大學示威者數次嘗試突圍離開，與警方爆發激烈衝突後均未能成功，大批示威者留守校園内。18日立法会议员以及各中学校长与警方达成协议18岁以下学生出来后不会遭到逮捕但是警方保留拘捕权利，随后他们进入理工大校园带至少100名学生离开校园。撤离的学生中有伤者。據台灣陸委會發布的消息，早前受困於香港理工大學的台籍戴姓女高二生，19日凌晨在中學校長帶領下脫困，但隨即因滿18歲被捕。台灣陸委會駐港人員與律師正陪同家屬前往葵涌警署，同時，日本放送協會NHK報道，21歲日本人被捕，他是東京農業大學的3年生，日本駐港領事館職員已在18日與當事人會面。
19日，因應路面及交通情況逐步回穩，全港小學、中學及部分特殊學校20日恢復上課。至於幼稚園、肢體傷殘兒童學校及智障兒童學校將停課‪至24日。同日，現年54歲的鄧炳強接任警務處處長，警務處副處長（管理）郭蔭庶，以及獲晉升為警務處副處長（行動）的蕭澤頤帶領警隊成新「鐵三角」核心管治班子。20日，因應中文大學和理工大學附近的交通皆陷入癱瘓。運輸署安排特別免費渡輪服務，包括紅磡或九龍城至灣仔，以及大埔至烏溪沙。但港鐵大學站受嚴重破壞，月台長室、軌旁信號箱、照明系統等受嚴重破壞，入閘機被拆毁，多塊隔音玻璃都被打碎，多道閘門熏黑，令車站面臨「重建規模」的維修工程，預期大學站將長時間暫停運作，而東鐵線班次亦會長時間持續較疏落。亦展示了上周二在大學站和上水站被激進示威者焚燒的列車，可見車內部份設施被燒至白化，部份電纜已無法維修。
11月29日，理工大學圍封12日後，警方安全小組包括爆炸品處理課、刑偵、談判專家、心理學家等人員，在校方陪同下進入校園搜證和撿走危險品，警察連消防員約有400人入校，檢獲3,801枚汽油彈，其中100枚與卡式裝石油氣一同綁起、921罐卡式裝石油氣、558瓶化學品、12枚弓及自製弩、200枝箭、1支汽槍、4箱刺釘，並已拆除12個大型投石機裝置；有44部車被毀壞，相信大部分是被打開油缸以提取汽油，但行動中未發現留守者，理工大學解封，警員陸續撤離校園。理工大學校長滕錦光指事件中勸離1100多名示威者，當中300多人是中學生，理大學生僅46名，另有兩名教職員被捕，其餘都是校外人士。
11月30日晚再有大批激進示威者在旺角通宵四处堵路、砸铺、纵火、破坏港铁设施。其中一名男子12月1日凌晨在清理路障时，遭一名蒙面激進示威者以坑渠盖重击头部，当场瘫倒在路障上，一度陷入昏迷。

### 違憲裁決

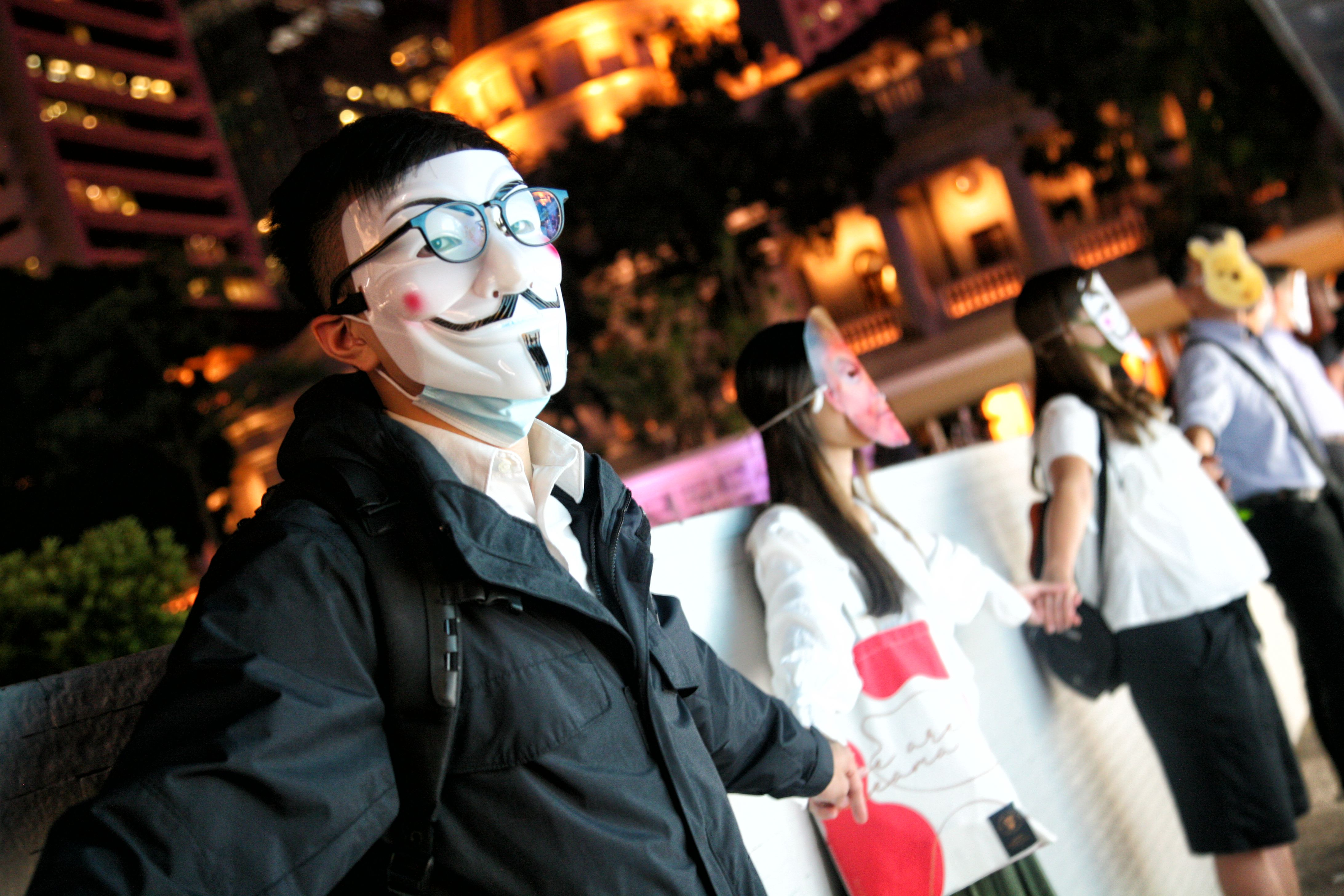
一名戴上面具的市民在中環參加人鏈活動

本月初，24名民主派立法會議員及社民連的梁國雄，入稟高等法院申請司法覆核，質疑《緊急情況規例條例》及根據條例制定的《禁止蒙面規例》無效及違憲。至同月18日，高等法院裁定，《緊急法》賦予特首會同行政會議在危害公安情況訂立規例，並不符合《基本法》規定；禁蒙面法部分限制超乎合理所需，條例不符合法律上「相稱性的驗證標準」，裁定違憲。對於《緊急法》當中，有關「緊急情況」的條例，是否合憲則持開放態度，法庭則並不作裁斷。頒下判決後，警方宣布暫停《禁蒙面法》的執法。
中央政府在翌日連環發炮，抨擊香港法院的裁決。先是全國人大常委會法工委表示，特區法律是否符合基本法，只能由全國人大常委會決定，其他機構無權決定；法工委發言人再補充指，高院判決嚴重削弱特區和特首依法應有的管治權，不符合人大常委會有關決定的規定，正研究人大代表的意見；國務院港澳辦則稱，高等法院公然挑戰人大常委會權威，將產生嚴重負面社會政治影響。林鄭月娥則拒絕回應北京政府的言論是否干預香港司法，亦拒絕回應高等法院的違憲裁決。
中央的言論遭到質疑是干預香港司法獨立。大律師公會指法工委言論「法律上錯誤」，是限制香港法院一向享有的獨立司法權，同樣違反《基本法》，任何建議全國人大常委會在司法程序完結前詮釋或評論《基本法》的主張，會給予公眾司法機構及制度被施加壓力的印象，完全無助捍衛對法治的尊重。資深大律師李柱銘指強調，高等法院的判決完全正確，因為《基本法》規定回歸後本港只能通過立法會訂立法律，行政會議沒有立法權，又認為法工委概念錯誤，強調《基本法》賦予本港法庭權力審判香港法律有否違憲。前終審法院首席法官李國能提及，法工委的聲明似乎指出，香港法院無權以不符合《基本法》為由，將香港法律裁定無效，情況令人驚訝及擔憂。不過，終審法院前常任法官列顯倫則對裁決感到出奇，質疑為何存在已久的條例會突然被判違憲。
11月25日，政府就高等法院的違憲判決作出上訴。

### 區選投票

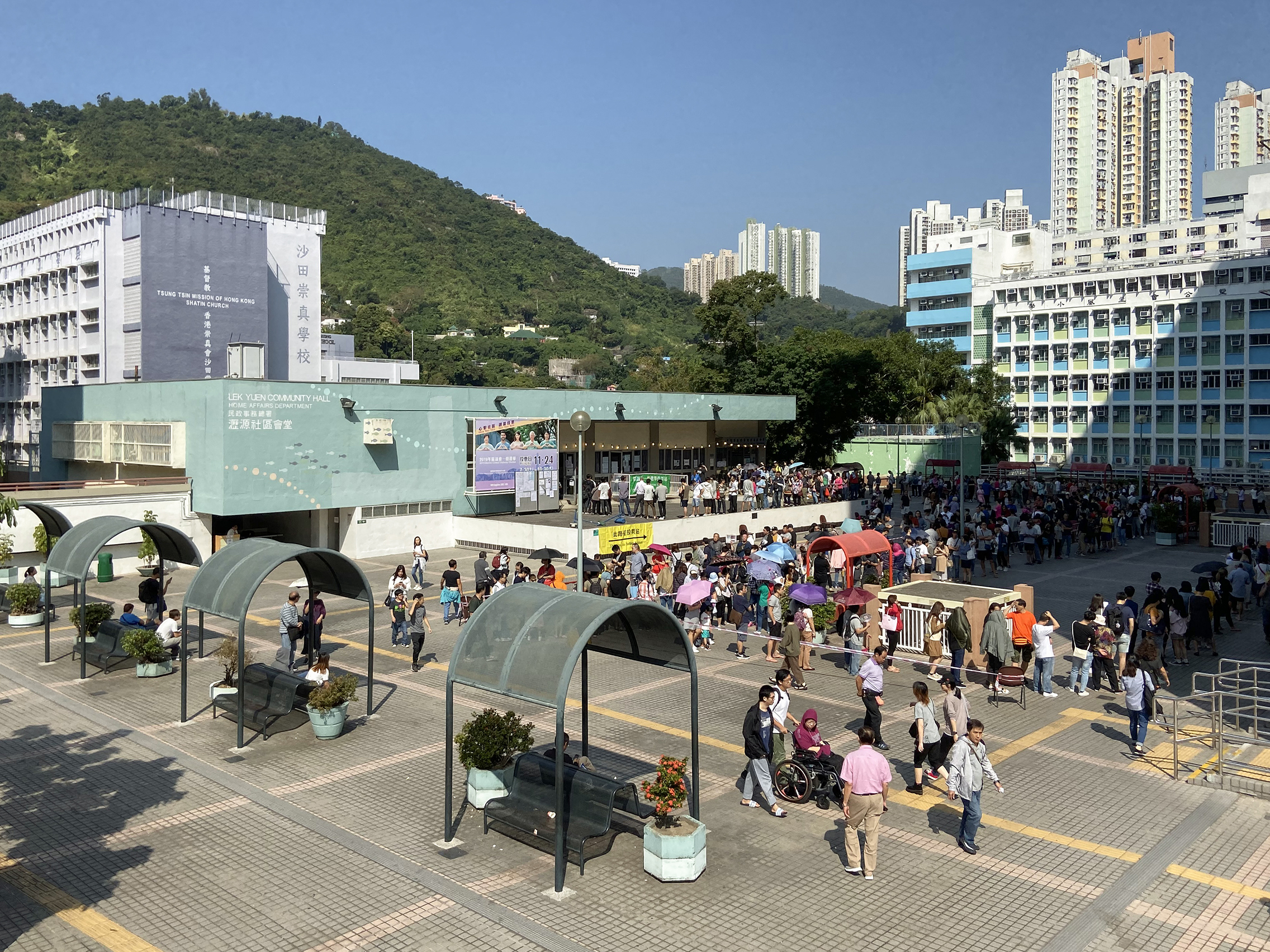
區議會選舉當日，大批選民在投票站外排隊等待投票

踏入11月尾，示威活動未有再出現激烈衝突。20日，理工大學的對峙雖然持續，但義務急救員開始撤離。其後數日，包括中學校長、牧師，以及醫護人員、理大教職員、社工、保安、輔導員等人所組成的工作小組先後進入理大，尋找留守者，並游說他們離開和提供醫療需要，但大部分留守人士都拒絕離開。
24日為區議會選舉，政府各選站設置2名防暴警員、民安隊及應變部隊。選舉大致和平有序，選管會收到6540宗投訴。最終投票率為破紀錄的71.2%，逾294萬人投票，荔枝角中選區投票率更高達81.9%。是次選舉被視為運動的「變相公投」，以及對港府和林鄭月娥的「信任投票」，而結果亦被認為是向香港和北京政府施壓。雖然民主派和建制派的得票率維持「六四比」，香港政治版圖卻出現翻天覆地變化，部分傳統建制票倉亦相繼失守，多名身兼立法會和區議會職務的「雙料」議員及區議會主席相繼落馬。民主派合共取得388席，比以往增加263席。除離島區外，民主派在17區取得過半數議席。民主黨取代民建聯，一躍成為最大黨，多區年輕政治素人當選。建制派和鄉事派慘遭「滑鐵盧」只有59席，比上屆大減240席，落選的包括「三料議員」張國鈞，以及何君堯、田北辰、劉國勳、周浩鼎、鄭泳舜、何啟明、陸頌雄、麥美娟等資深雙料議員。
選舉後翌日的25日，林鄭月娥表示尊重區議會選舉結果，認為結果反映市民對社會現狀及深層次問題的不滿，特區政府一定會虛心聆聽市民的意見，並認真反思。中國外交部長王毅回應區選結果時表示，不管局勢如何變化香港是中國一部分。26日，林鄭見記者稱中央無就區選結果問責，又認為不少選民投票反暴力，希望大家能令香港盡快回復平靜、安寧的環境。林鄭又首次表示，會考慮成立「獨立檢討委員會」，檢討社會動盪成因，找出當中的社會、經濟及政治等問題。民主派呼籲政府盡快回應訴求。政府同日就緊急法被判違憲的裁決上訴。
自11月19日起，市面雖仍有集會和警民對峙，但再沒有發生自6月起常見的大規模警民衝突。警察公共關係科總警司郭嘉銓在11月29日表示，自11月19日起只有12名警務人員受傷，而這段時間警方只曾在11月21日在元朗使用一枚海棉彈。

## 2019年12月：示威半年

### 遊行持續

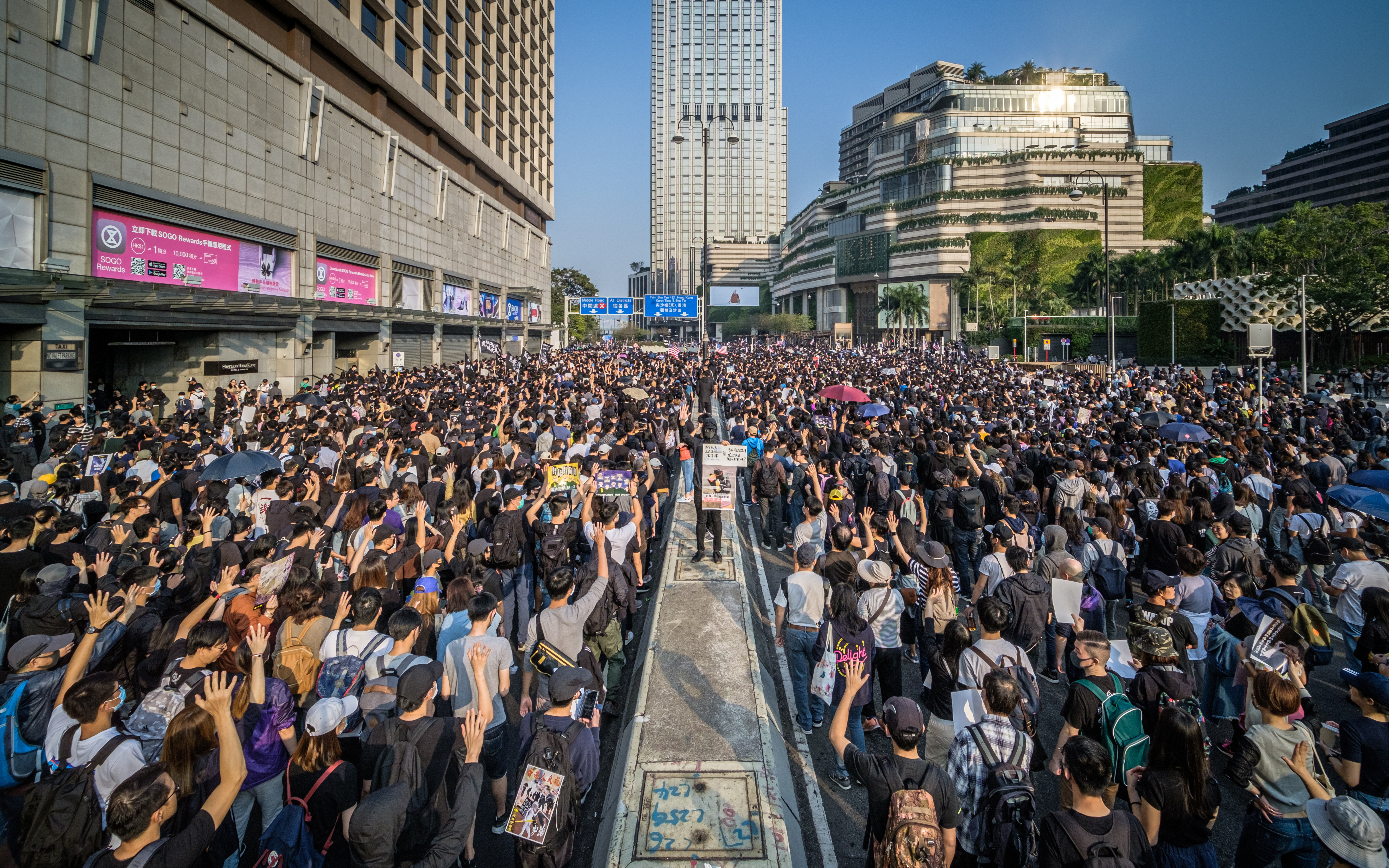
尖沙咀「毋忘初心」大遊行的示威人潮，群眾比出象徵「五大訴求」的「五」手勢

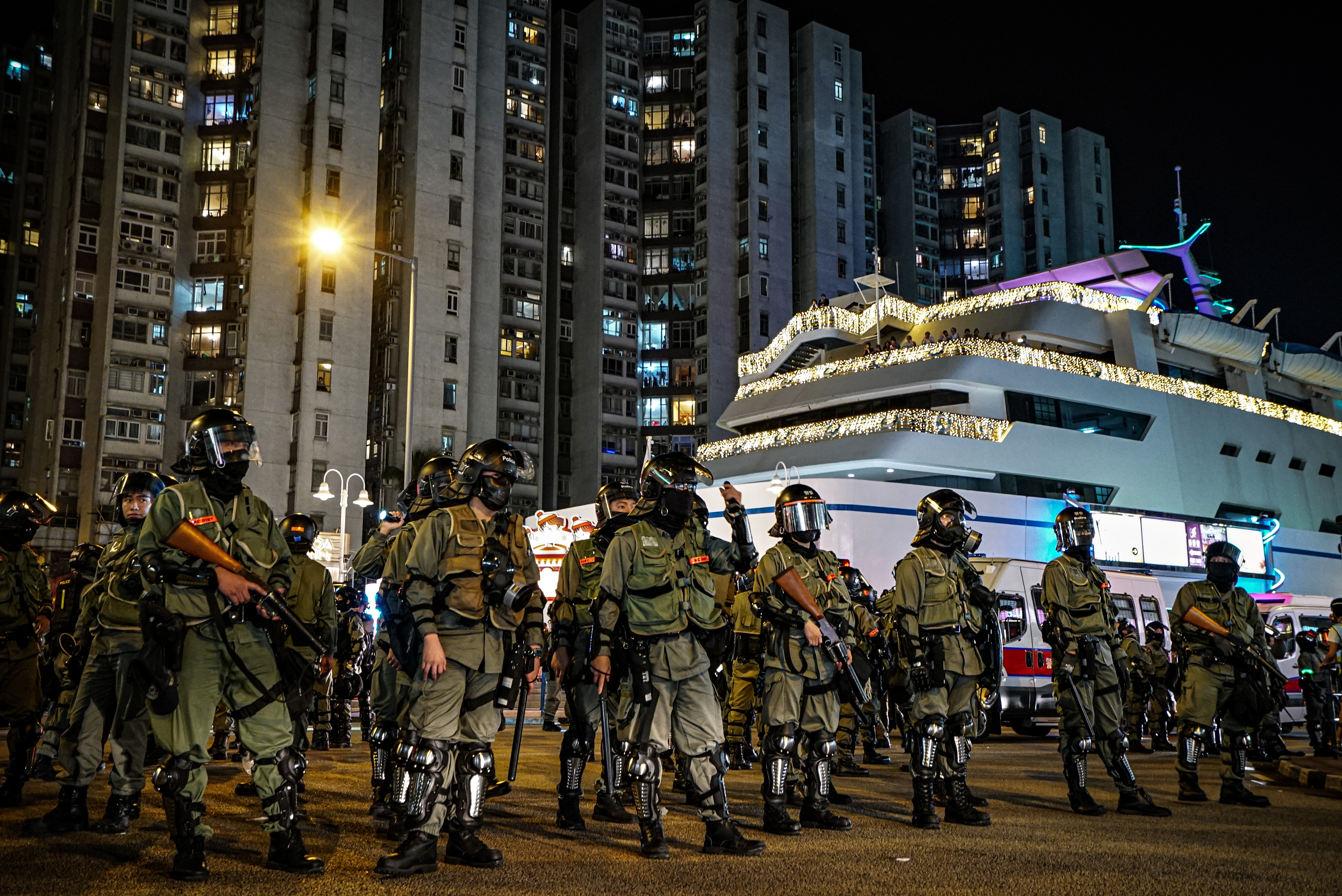
示威現場嚴陣以待的警隊

12月1日，香港島及九龍有三場遊行，分別是「毋忘初心」大遊行、感謝美國保護香港大遊行、「孩子不要催淚彈」大遊行。在「毋忘初心」大遊行，主辦單位指38萬人參加，警方稱1.6萬人。而在感謝美國保護香港大遊行，大會估計約6,000人出席；警方表示最高峰時期有3,800人出席。在「孩子不要催淚彈」大遊行，逾200人沿途呼叫「孩子不要催淚彈，無毒公園我要玩」、「no more tear gas」等口號，遊行至政總公民廣場外時，多名小孩將標語及圖畫貼在鐵欄外，向特首林鄭月娥表達訴求，遊行在上午11時半結束。
遊行結束後最終演變成衝突。示威者於尖沙咀及紅磡一帶多處堵路，警方在尖東多次發射催淚彈驅散。有示威者在紅磡體育館升起黑色「光復香港」旗幟。晚上7時，黃埔有示威者投擲磚頭及堵路，防暴警察展示黑旗及藍旗，並發射催淚彈驅散。其後破壞黃埔站內店舖及鐵路設施。示威者向車站内開喉射水和在車站外塗鴉。11時許，有示威者向港鐵黃埔站出入口投擲汽油彈，港鐵表示因應黃埔站外突發情況，車站暫時關閉，觀塘線列車現時不停黃埔站。之後破壞店吉野家、元氣壽司和優品360等店鋪，示威者在中國移動香港大閘外，並向內倒水。在晚上旺角仍有過千人，堵路破壞交通燈及縱火燒路障，有人向警車投擲汽油彈。防暴警員在西洋菜南街、豉油街及彌敦道一帶驅趕，其間要求大批並無裝備的市民一字排開接受搜身。
12月2日，港鐵各鐵路綫、輕鐵及港鐵巴士回復正常服務時間，會繼續監察情況及評估風險。如有需要特別是周末，港鐵可能提早關閉個別車站或鐵路綫路段。東鐵綫大學站的車站設施，損毀非常嚴重，車站仍要關閉一段時間，以便進行復修工作。個別重鐵綫車站的出入口，受損情況嚴重，需要繼續關閉維修。另外，由於個別道路交匯處的交通燈及輕鐵信號設備被惡意破壞，有待復修，部分輕鐵綫的服務，仍然需要調整。早上，由一群香港市民组成的队伍来到尖沙咀，展开中華人民共和國国旗，呼喊支持中国的口号。
民陣計劃於12月8日發起國際人權日遊行，由維園中央草坪出發，遊行到遮打道行人專用區。民陣證實，已獲警方發出不反對通知書。根據不反對通知書資料顯示，獲批的遊行路線是由維園中央草坪出發，經高士威道、軒尼詩道、金鐘道、德輔道中，最後以遮打道行人專用區為終點。民陣指有80萬人參加遊行，警方就指高峰期有18.3萬人。

### 聖誕衝突

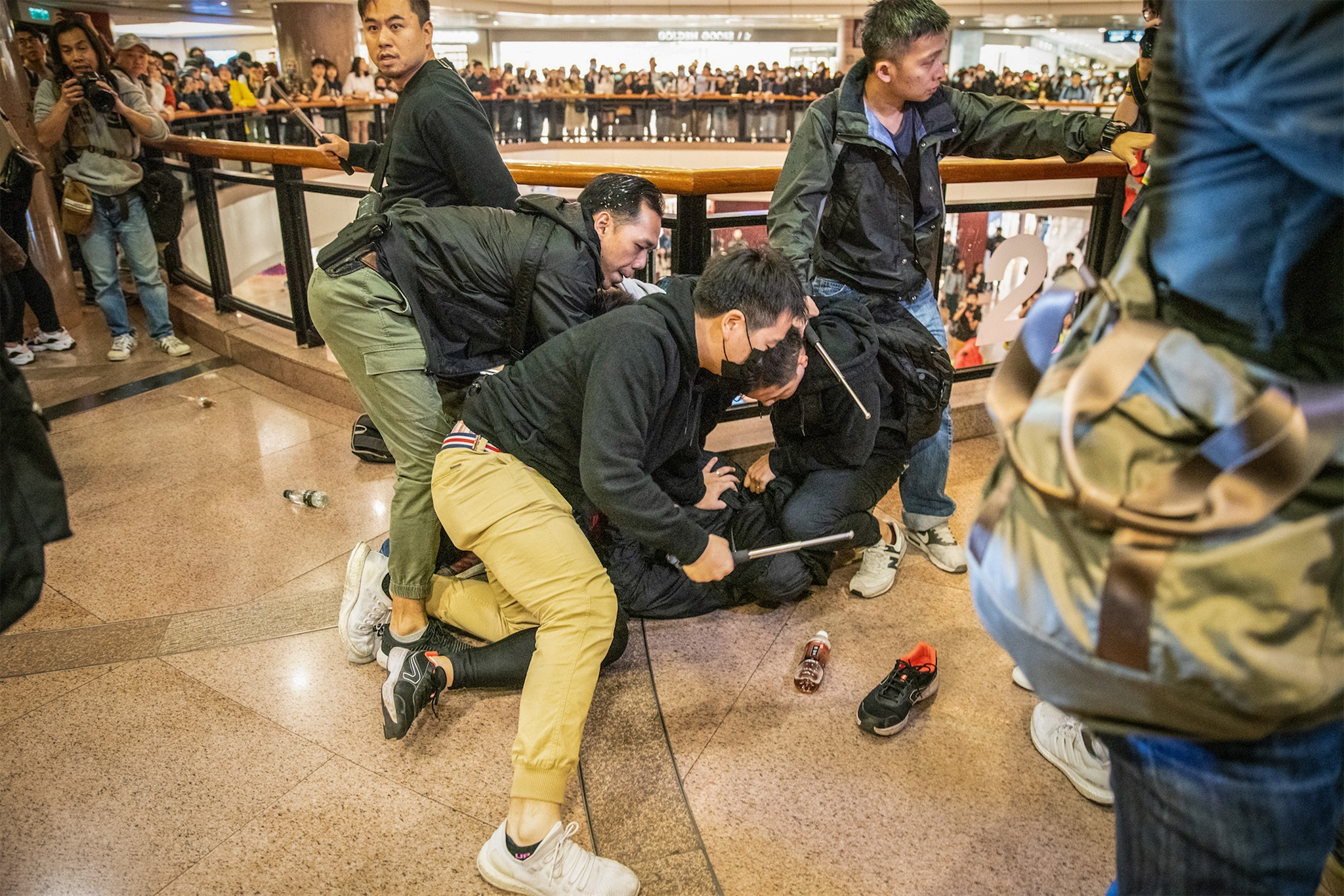
在港威商場，有人被多名便衣警員制服

12月24日平安夜，大批巿民在全港多區參與迎接聖誕節，兼就「五大訴求」進行示威活動，警察於旅遊旺區尖沙咀、銅鑼灣等地方發射大量催淚彈及橡膠子彈，引致多處爆發警民衝突。一名少年在旺角一家名為「桔梗」的餐廳二樓墜下受傷，送院時稱「我唔（不）想被消失！」；一名19歲示威者涉嫌襲警後為免被捕，而從元朗YOHO MALL內一躍而下，受傷被捕；另外根據候任區議員曾自鳴指出，旺角有數名戴口罩男子手持棍狀物，分別朝馬路及行人路上的人揮棍施襲，有人頭部被打穿，有女子臉上有數道傷痕。當晚有市民在銅鑼灣參與「和你Shop」後，沿行人路步往中環方向，到灣仔警總外被警方攔截，105人涉非法集結被捕。
12月25日聖誕節，有網民發起「聖誕三部曲行動」，包括在多區舉行「聖誕變裝遊行」及「和你shop」等，下午起銅鑼灣時代廣場和旺角朗豪坊有示威者聚集並高叫口號。多區商場外有防暴警察戒備，警方晚上在朗豪坊外施放多次催淚彈，驅散示威人士，並在尖沙咀、九龍灣截查拘捕多人。晚上10點多，警方在旺角截查過百人。警方於新都會廣場拘捕7人，於德福廣場拘捕最少10人。
12月26日是聖誕節拆禮物日，有網民繼續在多區發起「和你shop」示威活動，如尖沙咀、旺角、大埔及銅鑼灣等。期間旺角朗豪坊的星巴克分店被破壞。其間在大埔超級城，防暴警察至少兩度意圖拘捕偽裝成一般市民的便衣警察，直至有其他警員從旁提醒才放手。警員亦在商場內施放藍色胡椒噴劑。

### 抗爭生活化模式的啟蒙
一群逃離香港到台灣的抗爭者，在台灣開設保護傘食肆，啟蒙在香港抗爭者開設和式和類的黃店作日後生活化抗爭模式

## 2020年1月：跨年示威

### 元旦遊行

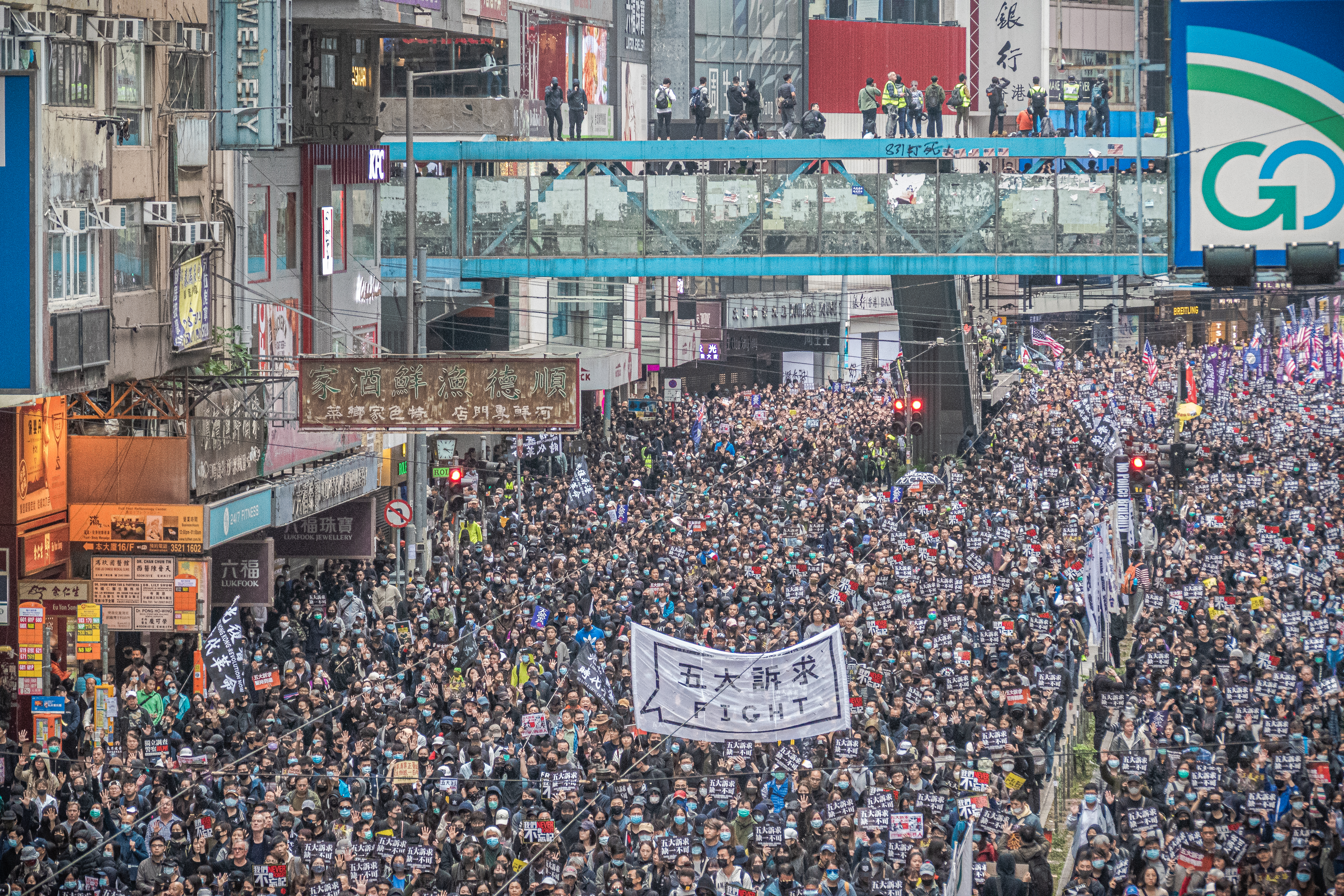
軒尼詩道擠滿示威群眾，照片中可見遠方靠近波斯富街的天橋頂有多名記者正在拍照

踏入2020年，民陣發起元旦遊行，遊行原定下午3時起步，但下午2時左右已有大批市民於維園聚集，有部分市民戴上Pepe蛙、豬頭參與遊行，並在維園高喊「五大訴求」等口號，民陣遂宣布於下午2時40分起步。。今次遊行中，有40個工會沿遊行路線擺設街站宣傳，當中不少是新成立的工會，包括教育界「教育同行」、寵物界工會、香港航空業界聯合總會等。
遊行最終演變衝突，灣仔杜老誌道中國人壽大廈正門玻璃被打爛，大廈大堂內一間太平洋咖啡店亦被破壞，雪櫃、收銀機被打爛。中資銀行分行被破壞。軒尼詩道近駱克道街市的滙豐自助理財中心遭破壞，玻璃門窗被打碎，店內的櫃員機屏幕被打爛和撬開。另高等法院外牆亦被有人用噴漆塗污。天后英皇道的星巴克咖啡店，示威者打爆玻璃窗門，噴漆塗鴉，將店内玻璃櫃等砸毀，及將桌椅搬出馬路。銅鑼灣怡和街一家已關門的優品360，有示威者在門口噴漆塗鴉及破壞圍板。
下午5時33分左右，警方通知民陣要立即終止遊行及集會，並限定於下午6時15分解散所有於遊行路線內的市民。民陣呼籲遊行人士盡快離開，但有示威者選擇留守。在維園草地的市民隨即四散，並往灣仔及銅鑼灣方向前進。天后有大批遊行人士繼續遊行；亦有部分遊行人士向炮台山方向離開。而修頓外有遊行人潮續往向中環方向前進，並沿途破壞。滙豐沿途多間分行遭到破壞，中環滙豐總行大廈門前，銅獅子遭淋上紅色油漆，並塗上「紅」字，到傍晚，銅獅子更被淋上易燃液體縱火。民陣指參與遊行的人數逾103萬，但警方指於維園出發及等候的約有6萬人。警方共拘捕約400人。

### 中聯辦主任被免職
2020年1月4日傍晚，新華社報道國務院免去王志民的香港中聯辦主任職務，任命駱惠寧接任該職務。據香港01引述權威消息，此次調整是因應「近期香港情況的變化」，委任「更符合香港現實發展」的官員擔當中聯辦工作。路透社早前曾經報道，北京對香港中聯辦在反送中運動期間的表現不滿，考慮撤換王志民中聯辦主任職務。

### 天下制裁集會突然被腰斬
民間集會團隊下午在中環遮打道及遮打花園舉行「天下制裁」集會， 因為人數超過現場可容納人數 ，約下午4時半，2男1女警民關係組人員穿上制服進入會場與主辦單位溝通、要求終止集會。期間示威者以木棍等武器圍毆襲擊警員。。三名被毆便衣警員逃至長江集團中心暫避。警方突然在遮打花園外施放催淚煙驅散在場人仕，場面混亂。，同時有大批速龍小隊成員進行追捕，並以暴力驅散參與市民。包括向公園樓梯未及疏散的人士掃射胡椒球彈，向一名過馬路中年漢過拳打腳踢，頭部受傷不停流血和推撞現場記者。傍晚，警方呼籲聚集的人離開中環金鐘一帶，同時在近干諾道中一帶進行驅散和截查多名市民和記者，有10多人被捕。另一批防暴警察在遮打花園公廁內搜查一名男子，最後將他拘捕。大會發言人劉頴匡於晚上在灣仔見記者後，大批警員突然到場，以「煽動群眾情緒」及「違反不反對通知書中『不得逼爆（擠滿）遮打花園』條件」為由拘捕。

### 大型集會暫停
2020年1月尾，由於2019冠状病毒病疫情非常嚴重，有多次籌辦公眾活動的民間團體宣布暫停大型集會或遊行。

### 黃色和你宵
政府禁止年宵市場售賣乾貨，所以市民另外設立年宵市場售賣乾貨

## 2020年2月至4月：疫情示威

### 悼念活動引發的衝突
2月份和3月份，因為香港市民在為元朗襲擊事件、太子站襲擊事件、周梓樂墮樓事件和陳彥霖死亡事件去世的人悼念過程中遭到防暴警察驅趕，導致衝突不斷。

### 港澳辦主任遭撤換
根據中國政府網顯示，張曉明被免去港澳辦主任職務，改任國務院港澳事務辦公室分管日常工作的副主任，港澳辦主任由夏寶龍兼任，駱惠宁、傅自應兼任國務院港澳事務辦公室副主任。

### 中共秋後算賬 香港市民反制
警方自4月18日早上起，先後拘捕15名民主派人士。據知被捕人士涉及的是去年的示威活動，包括8月18日、10月1日和10月20日，將被控非法集結和非法遊行等罪。
下午2時起，社民連、職工盟及工黨等約30人到長沙灣警署外聲援各被捕人士。期間警署內的警員曾3度開咪，指現場人士涉違反「限聚令」，要求散去。而衝鋒車返回警署時，更開咪辱罵他們為「曱甴」。到下午4時，保衛香港運動召集人傅振中連同多名撐警人士到場，對罵靜坐抗議的泛民人士，但警員沒有進行任何行動阻止，其後呼籲撐警人士離開。

### 各區舉行「和你唱」活動
在4月下旬，隨着2019冠狀病毒病疫情有緩和跡象，市民在各區發起「和你唱」活動，其間多次引發衝突。

## 2020年5月：捲土重來
隨著冠狀病毒病香港疫情出現緩和，香港恢復社會運動，地區和購物中心舉行了更多抗議活動，以應對中共的秋後算賬。

### 兩辦及中國官媒評論局勢
中聯辦於5月2日發文嚴厲譴責有極端激進分子在五一假期，再次發動違法聚集、滋擾商舖及擲汽油彈等違法行為，形容极端激进分子是喪心病狂。文章亦批評一些反对派政客為求私利鼓吹「黄色经济圈」，是一种以政治绑架經濟的「政治揽炒」。不過，有食肆和顧客並不認同此論述。
5月6日，港澳辦發表題為《國務院港澳辦新聞發言人：『黑暴』一日不除，香港一日不寧》的文章，這是「兩辦」在5天內再度發文批評「攬炒」；17日央视推出《另一个香港：探寻修例风波背后的真相》系列专题片，将事件归咎香港反对派。

### 全國兩會期間通過《港版國安法》的修訂
全國兩會期間，全國人民代表大會常务委员会為香港特別行政區制訂的有關國家安全的决定，由於中共中央繞過香港立法會立法，草案在香港各界和國際社會引起巨大爭議，但依舊得以通過。

### 美國撤銷香港特殊待遇
全國人大表決《國安法》前夕，美國國務卿蓬佩奧於5月27日發表聲明，確認香港不再享有高度自治，即意味著香港可能不再繼續享有美國特殊待遇。
全國人大通過《國安法》後，5月28日，美国国务院东亚和太平洋事务局发表2020年度《香港政策法》报告。报告指，依据《香港政策法》第301条的要求，不能再证明香港应继续享有这种待遇。5月29日，美國總統特朗普在白宮外見記者宣佈，將終止香港政策法。認為中國在人大會議上為香港立國家安全法，毀滅一國兩制並實行一國一制，嚴重損害香港民主自由，香港回歸中國是為中國發展民主自由而跟香港學習並不是變成中國一個城市，經過中國一連串不讓步下，決定取消政策法，將不會再享有特殊待遇，與此同時將會制裁損害香港民主自由的香港官員及中國官員。

## 2020年6月：示威週年
2020年6月是反對逃犯條例修訂草案運動一週年，由於全國人大通過《港版國安法》，再度引起香港市民的抗爭。

### 「六四」集會被禁 港人遍地開花悼念
2020年六四31周年，警方首次向支聯會發出反對通知書。支聯會主席李卓人下午向記者表示，警方在反對集會通知書內，從頭到尾在講「限聚令」及公共衛生等。認為警方只是藉口打壓六四晚會，真正的原因是「港版國安法」。
支聯會2020年計劃在全港舉辦燭光悼念活動，控訴當年中共屠城，希望香港人一起響應。他又強調，每一支燭光都是個人行為，並非集會。他呼籲警方當天不要濫權，「只要沒有警察就沒有衝突。大家用自己個人的方式在任何地方，點燃燭光一起悼念。」
支聯會副主席何俊仁表示，限聚令列明，如果是一個集會，或者不同群組出現一個地方，需要保持1.5米社交距離。他認為當晚8個人為一個群組，群組與群組之間保持1.5米距離，是沒有問題的。對於警方稱如果有一群人有共同目的，就算保持距離1.5米，也會被當成集會禁止。何俊仁反駁，市民去餐廳、酒樓都有共同目的，即使在商場購物也有目的。勸告警方不要再利用「共同目的」，干預當日在各個公共場所悼念的人。
支聯會又會舉行網上集會，主題為「遍地燭光悼六四 #6431Truth」，呼籲市民6月4日晚上8時手持燭光，8時09分默哀一分鐘。

## 2020年10月至今：「秋後算賬」

### 聲援「白紙運動」
- 香港大學和香港科技大學在2022年11月27日有中國大陸學生聲援，現場學生拿著白紙站成一排，悼念新疆烏魯木齊火災的死者[459]。
- 香港中文大學2022年11月28日晚間7點，大學多處貼上「烏魯木齊我們與你同在」等標語，有人身穿黑衣手持寫有「你的生命我的生命本是一條命」的黑布，靜默站立聲援，也有學生沿途發放白紙，曾有警察到場拍照紀錄。晚上亦有50至60名學生進行燭光悼念集會，現場以蠟燭擺出火災當日日期「1124」，並寫有「烏魯木齊中路」的仿照路牌。學校警衛多次詢問集會負責人是誰。 [460][461]同日香港浸會大學「民主牆」亦出現聲援標語，其中部分被校方以「涉嫌違反校例」為由遮蔽[460]。